# Гвинтівка Мосіна-Нагана
Гвинтівка Мосіна — Нагана (7,62-мм гвинті́вка Мо́сіна зразка 1891 року; рос. 7,62-мм винтовка Мосина образца 1891 года; інша назва — мосінка або трьохлінійка) — магазинна військова гвинтівка, яку використовували військові сили Російської імперії, Радянського союзу і багатьох інших держав.
Масове виробництво розпочалось в 1892 році та тривало до 1960-тих, різні модифікації перебували на озброєнні до 1980-тих років. Виробництво було налагоджене в Росії, Китаї, Польщі, Угорщині, Франції, Фінляндії, Чехословаччині, Румунії та Сполучених Штатах та імовірно у КНДР. На її основі були створені модифікації у Австрії, Болгарії, Чехословаччині, Фінляндії, Німеччині та Польщі, виробництво окремих складових відбувалось у Бельгії, Німеччині, Швейцарії.
Вперше побачила бойове застосування в 1893 році на Памірі та під час російсько-японської війни 1904—1905 років. Під час російсько-української війни з 2014 року на озброєння обох сторін поступали як глибоко модернізовані варіанти (зокрема, українська ВМ МП-УОС), так і оригінальні зразки.

## Передісторія
Магазинні гвинтівки з ручним перезаряджанням (в термінах тих років — «повторювальні») були відомі ще з середини XIX століття, і вже тоді знаходили обмежене військове застосування.
Наприклад, у США під час громадянської війни та бойових дій проти індіанців використовували магазинні гвинтівки Спенсера з прикладним магазином, Генрі з підствольним магазином і перезарядженням рухомою спусковою скобою, та інші системи.
В роки російсько-турецької війни 1877—1878 років турки не без успіхів застосовували в обмежених кількостях (порядку десятків тисяч штук) магазинні гвинтівки Вінчестера невійськового зразка моделей 1866 і 1873 років, розроблених на основі системи Генрі — хоча масовість та ефективність їх застосування, зазвичай, сильно перебільшена.
Багато з цих систем були добре відомі і в Росії, а приблизно з 1878 року активно проводились закупівлі різних зразків іноземної магазинної зброї для досліджень і випробувань. Як писав генерал М. І. Драгомиров в середині 1870-х років,
|  | Якщо винайти повторювальну систему, яка буде надійна, міцна, не вимагатиме занадто ретельного догляду … то ні про що краще й мріяти не можна |

Однак такої системи в ті роки ще не існувало. Наявні на той час зразки, хоч і являли, в теорії, істотно вищий щабель розвитку стрілецької зброї в порівнянні з поширеними тоді як військова зброя однозарядними гвинтівками, мали досить істотні загальні недоліки, з огляду на які вони не могли бути прийняті на масове озброєння регулярної армії.

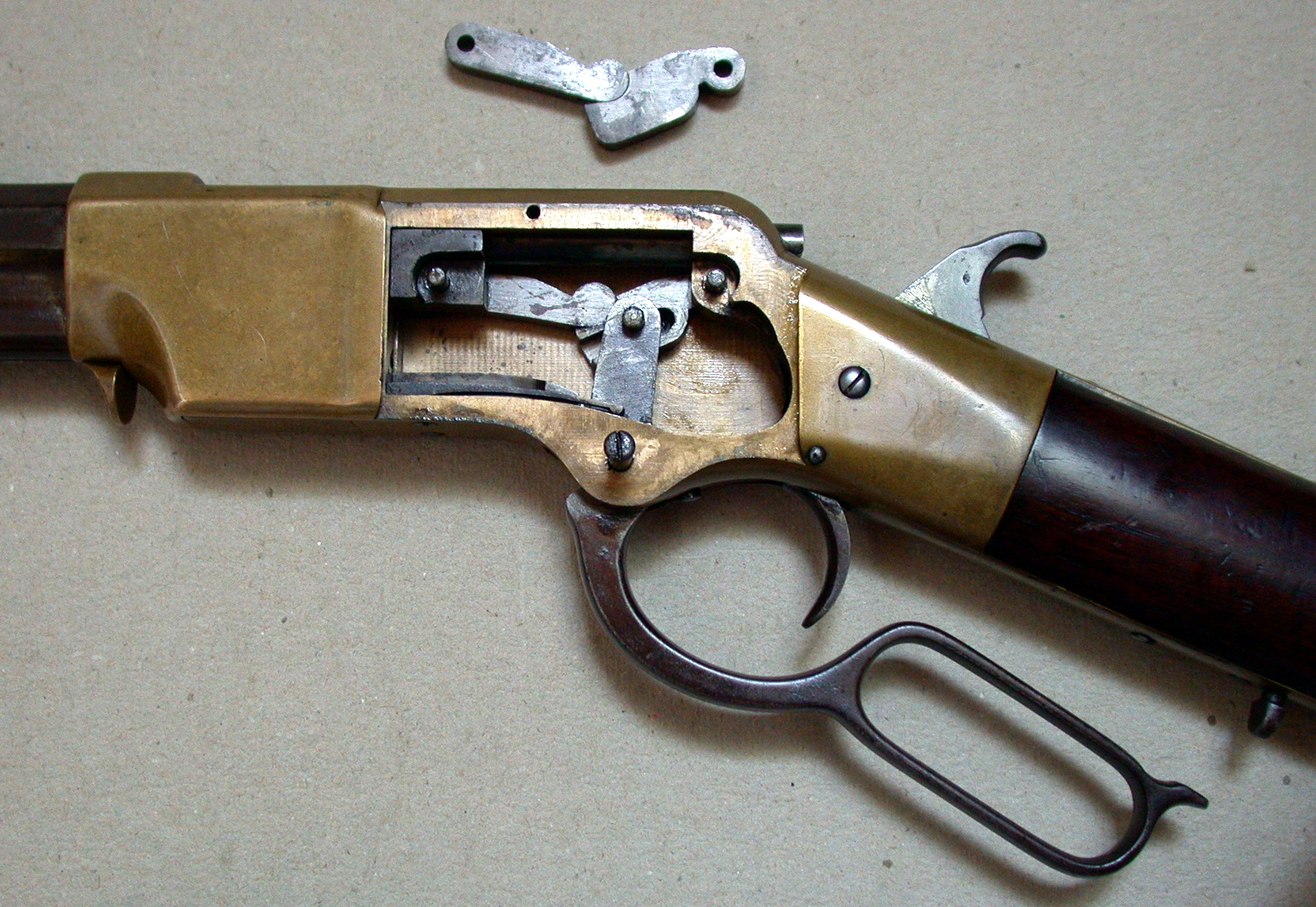
Механізм гвинтівки Генрі …

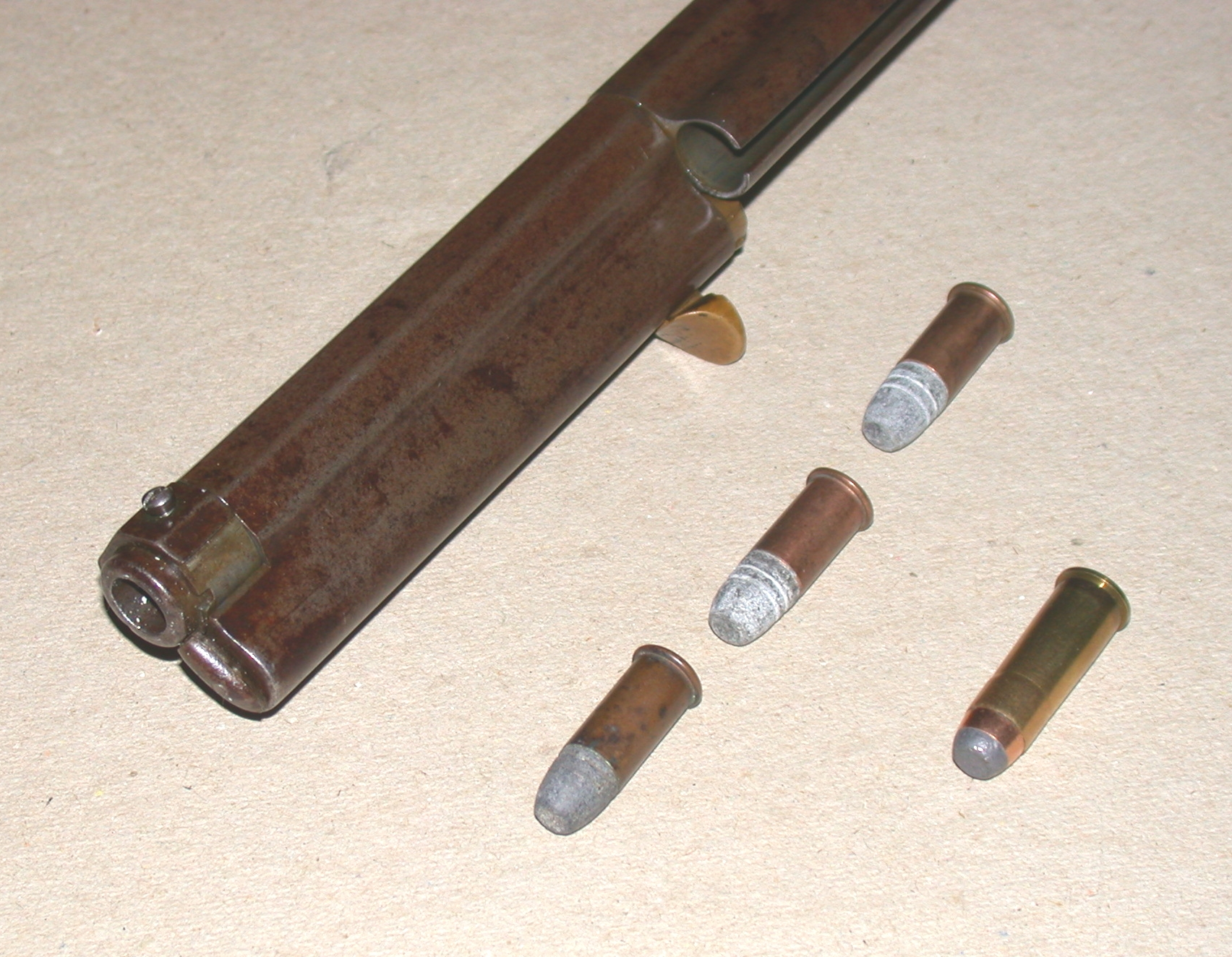
… та набої до неї; поруч — сучасний револьверний набій.

По-перше — в ранніх магазинних системах через особливості конструкції їхніх магазинів (прикладних, підствольних) зазвичай використовували порівняно коротші і слабші набої, часто кільцевого запалення, за потужністю близькі до револьверних. Наприклад, в підствольному трубчастому магазині при застосуванні набоїв центрального займання, до типу яких тоді вже належало більшість військових, побоювалися випадкових вибухів від удару кулі заднього набою у капсуль переднього, тому багато гвинтівок з таким магазином використовували патрони кільцевого запалення, що мали замість центрально розташованого капсуля колечко капсульного складу прямо в закрайку гільзи, малопридатні для потужної військової зброї.
Як наслідок, дальність стрільби з них потребувала збільшення, особливо з урахуванням завищених вимог, які висували тоді військовій зброї (що було спричинене практикою стрільби з гвинтівок залпами по груповій, часто навіть невидимій, цілі, яка зникла після запровадження кулеметів), а куля не мала достатню пробивну силу, необхідну для ураження цілі, що знаходиться за земляними валами, брустверами та іншими укріпленнями або перепонами.
Прикладні магазини також мали свої проблеми, пов'язані зі складністю, низькою надійністю, ослабленням конструкції гвинтівки.
По-друге, що ще важливіше, після спустошення магазина його необхідно тривалий час заповнювати, що в тодішніх конструкціях відбувалось по одному набою, чим суттєво знижувалась практична скорострільність. Це робило проблематичним використання ранніх магазинних гвинтівок в польових битвах, — хоча в певних ситуаціях, наприклад, при обороні укріплених позицій, коли стрілець мав можливість відносно спокійно перезарядити свою зброю, вони, безумовно, мали великі переваги.
До цього додавались і численні проблеми з надійністю ранніх «магазинок» в польових умовах, а також їхня висока вартість і складність у виробництві.
Пізніше з'явились досконаліші системи під військові набої з димним порохом, які навіть в деяких країнах брали на обмежене озброєння, — такі, як швейцарська магазинна гвинтівка Repetiergewehr Vetterli (1869 року), введена у флоті Норвегії багатозарядна (дуже недосконала, з подачею чергового патрона в ствол з магазина рукою стрільця) гвинтівка Krag-Petersson (1876 року), японська гвинтівка Мюрата Тип 13 (1880), німецька «передільна» Gewehr 71/84 (1884 рік), австро-угорський (1881 року) і французький (1886) варіанти системи Gra-Kropatschek, та інші.
Але всі вони також мали магазини, що споряджались по одному набою, і тому практично ніде не були прийняті на повне озброєння як єдиний військовий зразок, зазвичай залишаючись лише доповненням до однозарядних гвинтівок, що складали основну масу зброї. У звичайних обставинах стрільцеві доводилось користуватись ними як однозарядними, приберігаючи запас набоїв в магазині на критичний момент бою, визначити настання якого, природно, вкрай складно. Те ж саме можна сказати і про так звані «приставні магазини» і «прискорювачі заряджання», які кріпили на однозарядні гвинтівки, перетворюючи їх на якусь подобу магазинної, але були при цьому громіздкі, порівняно ненадійні і складні в експлуатації, та й споряджалися, знову ж, по одному патрону.
Магазини на військовій зброї ще довго залишались постійними, тобто постійно жорстко закріпленими на гвинтівці; змінні магазини, як на сучасній зброї, вважалися тоді абсолютно неприпустимим марнотратством. Навіть якщо магазин і можна було знімати для чищення (як на англійській гвинтівці Лі-Метфорд), на гвинтівку він припадав лише один (а в разі вищезгаданої гвинтівки Лі-Метфорд — ще й приєднувався до неї ланцюжком), відповідно, мати при собі запас попередньо споряджених магазинів стрілець не міг. Саме тому заряджання єдиного наявного у стрільця магазина по одному патрону в ті роки було критичним недоліком магазинної зброї, що перешкоджало її ширшому військовому застосуванню.
Так чи інакше, в жодній з основних європейських армій в період до другої половини 1880-х років магазинні гвинтівки не були прийняті на озброєння як основний зразок, саме через непридатність їхніх ранніх варіантів до використання як масової військової зброї.
Сталося це лише після появи необхідних передумов — в першу чергу, завдяки запровадженню серединного (розташованого перед спусковою скобою) магазина з рядним розташуванням набоїв, запатентованого американцем шотландського походження Джеймсом Лі (James Paris Lee) в 1879 році і вперше використаного у гвинтівці Манліхера зразка 1886 року, а до нього — патронної пачки (гвинтівка Маннліхер 1889), а потім і обойми (прийнята в Бельгії гвинтівка Маузера 1889), завдяки яким, нарешті, знайшло своє цілком позитивне рішення питання про швидке спорядження магазина одразу кількома набоями. Пачка або обойма давали змогу заповнити магазин за час, порівнянний з тим, що необхідний на перезарядження колишніх однозарядних гвинтівок одним набоєм.
Також істотну роль у запроваджені багатозарядних гвинтівок зіграла поява нових малокаліберних набоїв з бездимним порохом (французька Lebel M1886, компактніша і легша, що давало змогу забезпечити гвинтівку досить містким магазином, при цьому надлишково не обтяжувати стрільця вагою розміщеного на ній боєкомплекту.
Майже одразу після появи цих нововведень, магазинні гвинтівки з їхнім використанням, були прийняті на повне озброєння практично у всіх розвинених країнах — Vetterli-Vitali в Італії (1887), Gewehr 1888 в Німеччині (1888), Lee-Metford в Англії (1888), Schmidt-Rubin M1889 у Швейцарії (1889) та інших.
В Росії Головне Артилерійське управління поставило задачу розробки багатозарядної, «повторювальної» гвинтівки в 1882 році. У 1883 була утворена «Комісія з випробування магазинних рушниць» (рушницями тоді іменували будь-яку ручну довгоствольну зброю, а слово «гвинтівка» позначало різновид рушниці) під головуванням генерал-майора М. І. Чагіна.

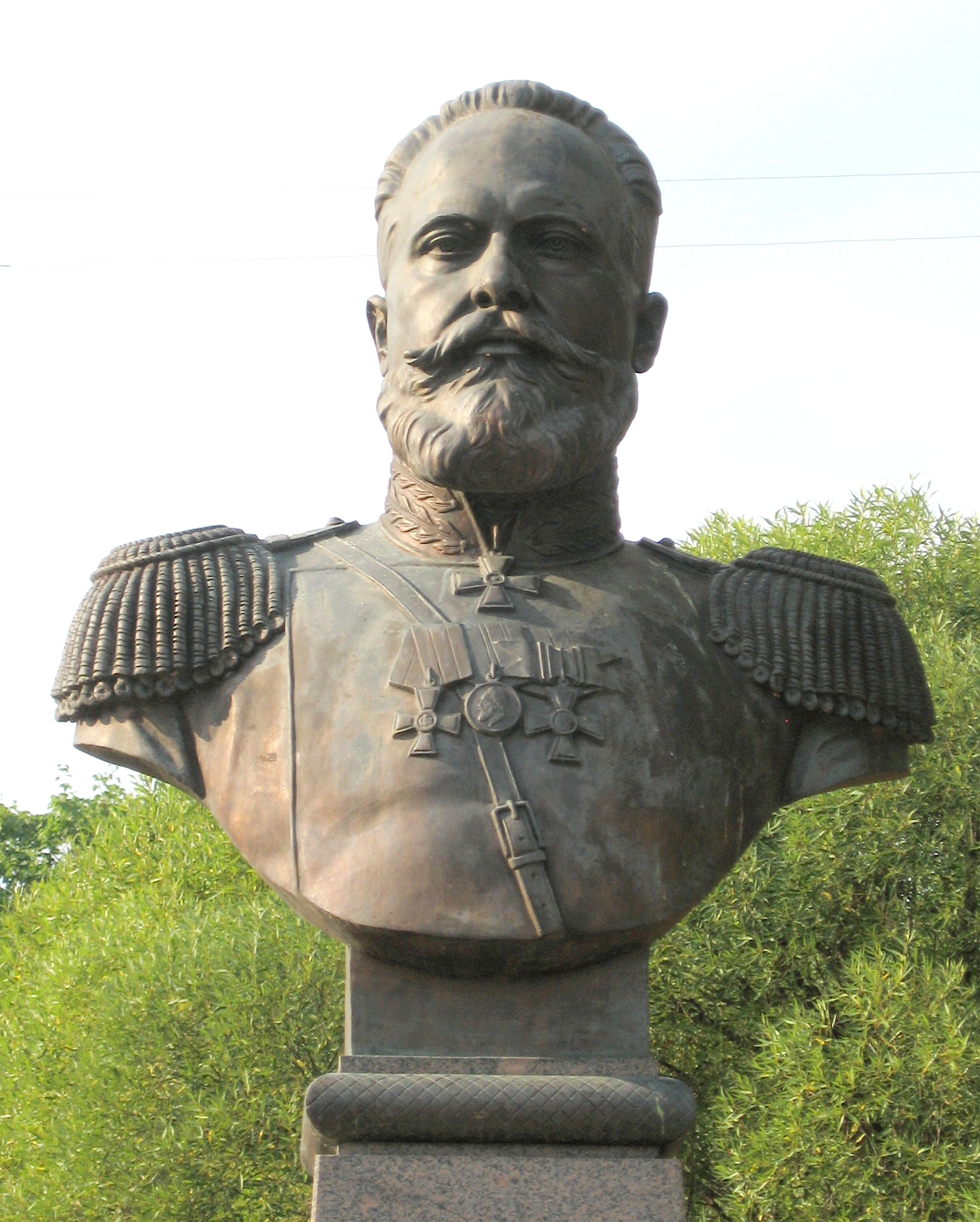
Пам'ятник С. І. Мосіну в Сестрорєцьку.

Перші розробки велись під 4,2-лінійний набій до гвинтівки Бердана, споряджений димним порохом — всього розглянули близько 150 російських та іноземних систем, серед них 4,2-лінійна гвинтівка системи капітана С. І. Мосіна розробки 1887 року, з прикладним магазином з рейковою подачею боєприпасів. Вона показала хороші результати, але була відкинута зважаючи на вже згаданий загальний для всіх систем з такими магазинами недолік — тривале заряджання і складність дозаряджання магазина в бойових умовах.
Швидкий розвиток бездимних порохів вже через кілька років по суті знецінив результати цих робіт, які, тим не менш, дали багатий і цінний досвід, необхідний для подальших розробок.
Попутно тривалі випробовування і гвинтівки зменшеного калібру (7—8 мм). Наприклад, навесні 1885 року полковник Роговцев створив на основі переобтиснутої «бердановської» гільзи 3,15-лінійний (8 мм) набій, призначений для стрільби з експериментальних 3,15-лінійних стволів, розроблених збройовим відділом ГАУ та виготовлених в Інструментальній 2-ій майстерні Петербурзького патронного заводу. Набій Роговцева 1885 року споряджався експериментальним посиленим димним порохом, зі збільшеним вмістом селітри, що підвищувало його корозійний вплив на ствол, і кулею в мідній оболонці зі свинцевою серцевиною. Він мав заряд в 5 грамів пороху, який розганяв 13,6-грамову кулю до 550 м/с.
Паралельно з розробкою принципово нової магазинної гвинтівки велися і роботи з пристосування магазина до наявної гвинтівки Бердана (визнані пізніше безперспективними), а також — щодо створення однозарядної гвинтівки, яка використовує новий набій з бездимним порохом (не всі військові вважали переваги магазинних гвинтівок досить значними для озброєння ними всієї армії, що обумовлено, зокрема, і відсутністю до другої половини 1880-х років однозначно вдалої конструкції магазинної гвинтівки).
Консерватизм і вичікувальна позиція, зайнята військовим відомством з небажання повторювати помилки 1860—1870 років (коли за період з 1860 по 1870 рік гарячково взяли на озброєння не менше 6 різних систем гвинтівок під різні набої, більша частина яких встигла застаріти ще до початку свого масового виробництва), що призвели до подій, охрещені військовим міністром Д. А. Мілютіним «нашою нещасною рушничною драмою», призвели до деякого гальмування робіт зі створення російської магазинної гвинтівки, — що, однак, згодом дало змогу уникнути неприємних ситуацій, в яких опинилися французи, поспішно прийнявши на озброєння гвинтівку Лебеля з підствольним магазином, який швидко зробив її застарілою, або англійці і австрійці, які спочатку прийняли магазинні гвинтівки під набій з димним порохом, але вже незабаром були змушені гарячково переробляти їх під бездимний.
Позаяк будь-яка зброя створюється в першу чергу на основі наявного боєприпасу, водночас вели роботи щодо створення нового набою.
У 1886 році Лоренцу з Німеччини замовили партію дослідних набоїв зменшеного калібру.
У 1887 році був налагоджений зв'язок зі шведським професором Хеблером, від якого були отримані матеріали дослідів, консультації та вказівки. Хеблер радив прийняти калібр порядку 7,6 мм, що вбачався йому найперспективнішим, і кулю в сталевій оболонці, а також надіслав 1000 набоїв власної розробки з димним порохом.
У 1888 році до Росії прибули закордонні 8-мм гвинтівки: австрійська Манліхера і данська Краг-Іоргенсена. З'ясувалося, що австрійські і данські гвинтівки давали кращу купчастість і влучність бою, ніж випробувані Комісією дослідні російські гвинтівки, але швидкість їх куль була недостатня (508—530 м/с) через використання димного пороху, а запірний механізм разом з іншими деталями гвинтівок був визнаний абсолютно незадовільним. Той самий висновок зробили щодо гвинтівок і набоїв Хеблера.
На початку 1889 року Комісія неофіційними каналами отримала французьку гвинтівку Лебеля, що використала бездимний порох, — з гільзами та кулями, але без самого пороху. Згодом вона також була випробувана — з російським бездимним порохом. Конструкція ствола і затвора цієї гвинтівки були визнані такими, що заслуговують на увагу, однак трубчастий підствольний магазин виявився незадовільним.

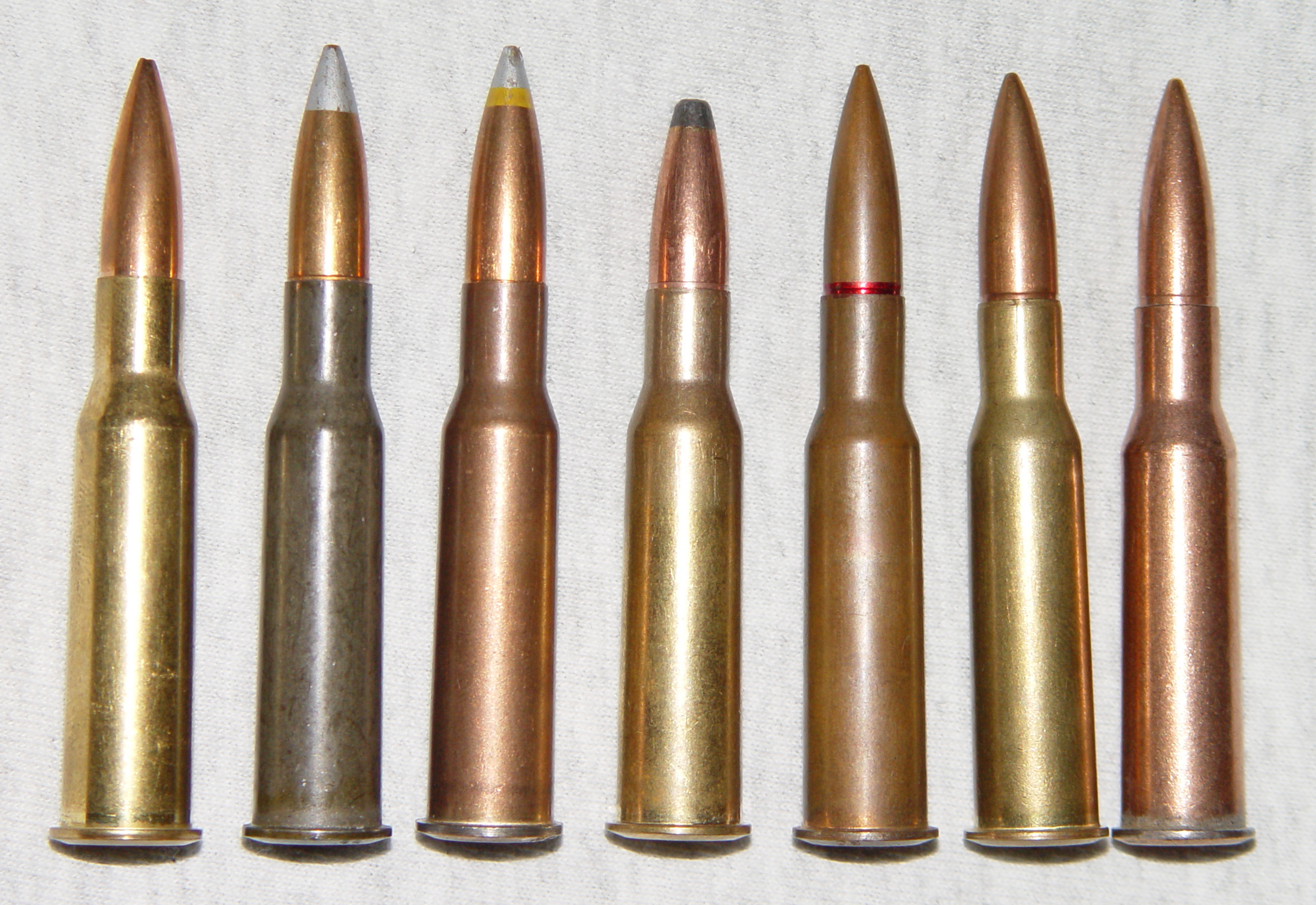
Набої 7,62×54 мм R в асортименті (пізня модифікація з загостреними кулями, спочатку кулі були з круглими носками).

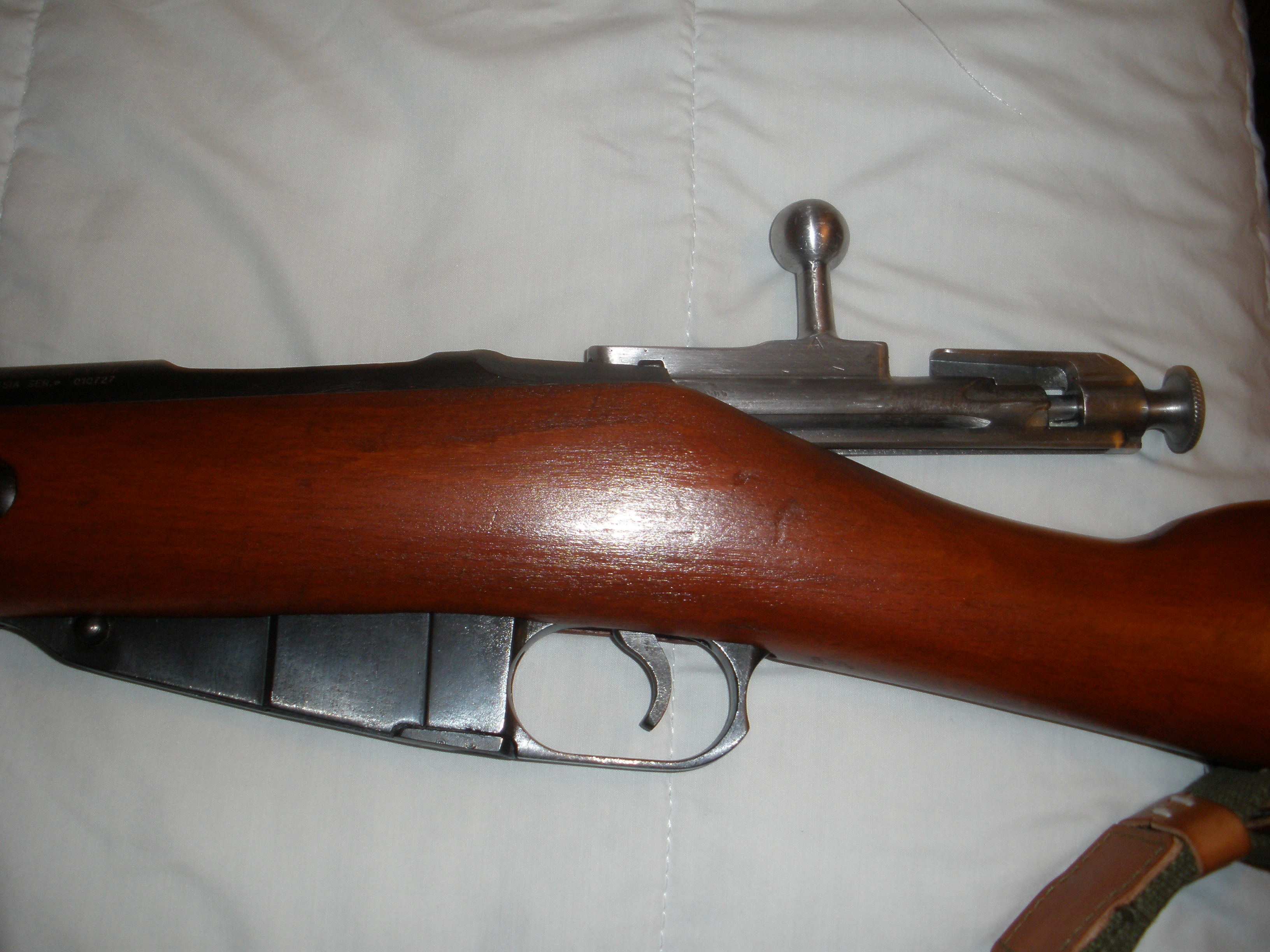
Затвор Мосіна.

Російський бездимний порох задовільної якості був отриманий в 1889 році завдяки успішним дослідам Д. І. Менделєєва. Того ж року був розроблений 7,62-мм набій, створений полковником Н. Ф. Роговцевим за зразком нового 8-мм австрійського M1888, але споряджений бездимним порохом і кулею в мельхіоровій оболонці, міцнішою за мідну, і яка не так сильно зношувала та спричиняла іржавіння ствола, як сталева. Належний капсуль з'явився лише в 1890 році.
Хоча до того часу в деяких країнах, в першу чергу — в Німеччині, яка мала вельми високорозвинену виробничу базу, вже були запроваджені набої з кільцевою проточкою на гільзі, компактніші і зручніші для подачі з магазина, російський набій зберігав закраїну, що виступає, в основному через те, що це давало змогу виготовляти як гільзу, так і патронник ствола з великими допусками. Відзначалися й інші переваги набою з закрайком, — наприклад, він був зручніший при спорядженні магазина або заряджанні гвинтівки по одному набою, що було цілком реальною можливістю при виході магазина з ладу або відсутності споряджених патронних обойм, оскільки солдатові зручніше і швидше витягати їх з патронної сумки. На ті часи це не було незвичним — такий же закрайок мали штатні французький 8×50 мм R Лебель, англійський .303 British (7,7×56 мм R), американський .30-40 Krag (7,62×58,8 мм R) і австро-угорський M1888 (8×50 мм R Mannlicher) набої. Лише згодом виявилося велика незручність такого набою для використання в автоматичній зброї, але і це не завадило деяким з вищезазначених зразків залишатися на озброєнні аж до кінця Другої світової війни. Більш того, навіть в 1930-і роки в деяких країнах продовжували розробляти і приймати на озброєння нові гвинтівкові набої з закрайком, наприклад австрійський набій M30S 8×56 мм R зразка 1930 року, прийнятий також в Угорщині.
Втім, навіть і на цьому етапі питання про калібр, мабуть, остаточно ще не вирішили, оскільки незабаром почались дослідження 6,5-мм набою.

## Історія
Після Російсько-турецької війни, коли озброєним однозарядними гвинтівками системи Бердана російським військам протистояли турецькі з магазинними гвинтівками Вінчестера, російське Головне Артилерійське Управління вирішило створити для потреб армії магазинну багатозарядну гвинтівку.
Спроби належним чином модернізувати гвинтівки Бердана зазнали невдачі, тож для перевірки наявних іноземних систем (Mauser, Lee-Enfield, Лебеля тощо) в 1883 р. створили «Особливу комісію з випробування магазинних рушниць» (з 1889 — «Комісія для випрацювання зразка малокаліберної рушниці»). Комісія випробувала кілька десятків різноманітних гвинтівок закордонного виробництва та низку вітчизняних розробок. В 1889 р. комісія зупинилася на калібрі 7,62 мм, прийняла конструкцію набою і вирішила, що майбутня гвинтівка повинна мати ковзний затвор з замиканням окремою личинкою, ствол на зразок французької гвинтівки Лебеля, серединний магазин на 5 набоїв з заряджанням із обойми.
Комісії були надані створені за новими вимогами 7,62-мм система капітана Сергія Мосіна та 8,89-мм система бельгійця Леона Нагана, перероблена під той же 7,62-мм набій. За результатами випробувань, які відбулись у 1890 році, кращою визнали систему Нагана. Але за результатами військових випробувань, коли гвинтівки Мосіна дали втричі менше затримок при стрільбі за бельгійські, комісія надала перевагу вітчизняній розробці. Зрештою ухвалили компромісне рішення: у Нагана придбали права на його систему; комісія прийняла на озброєння систему Мосіна з механізмом магазина, запозиченим від системи Нагана, як вдалішим.
Виробництво нових гвинтівок розпочали 1892 року в арсеналах Тули, Іжевська та Сестрорецька. Через обмежені виробничі потужності цих фабрик додаткове замовлення на 500 тисяч гвинтівок надали французькій зброярні Manufacture Nationale d'Armes de Châtellerault. На момент початку Російсько-японської війни армія отримала близько 3 800 000 гвинтівок.
Між 1891 та 1910 роками створили кілька модифікацій гвинтівки Мосіна-Нагана: піхотна гвинтівка зразка 1891, драгунська (дещо коротша за піхотну), козацька (без багнета), карабін зразка 1907.
Під час Першої світової війни через постійну нестачу зброї, яку неможливо було вдовольнити силами власного виробництва, російський уряд замовив в США 1,5 мільйони піхотних гвинтівок російського зразка у Remington Arms та 1,8 мільйони у New England Westinghouse (ці замовлення не виконано в повному обсязі). Велика кількість гвинтівок Мосіна-Нагана була захоплена у ході війни німецькими та австро-угорськими військами. Багато з них послужили озброєнням військам другого ешелону та на німецькому флоті. Більшість із захоплених Австрією гвинтівок були у 1920-х роках продані Фінляндії.
Під час громадянської війни піхотні та драгунські гвинтівки продовжували виготовляти, але у значно менших обсягах.
В 1920-х роках залишки зношених гвинтівок переробляли в мисливські рушниці 32-го та 28-го калібру (так звані «фроловки», за прізвищем П. М. Фролова, інженера Тульського збройного заводу, що розробив технологію переробки).
У 1924 створено комітет з модернізації гвинтівки Мосіна-Нагана, яка на той час пробула на озброєнні більше трьох десятиліть. Результатом її роботи було створення моделі 1891/30, основою якої була драгунська модифікація гвинтівки зразка 1891 р. До 1945 року виготовили близько 17 475 000 гвинтівок під назвою «7,62-мм гвинтівка зразка 1891/30 р.».
Система Мосіна-Нагана була прийнята як снайперська гвинтівка у 1932 і використовувалась радянськими снайперами протягом Другої світової війни, де високо цінувалась за надійність та влучність.
З кінця 1930-х років почалася поступова заміна гвинтівки Мосіна-Нагана як головної індивідуальної зброї стрільців автоматичними і самозарядними гвинтівками Сімонова і Токарєва. Цей процес перервався з початком війни: з різних об'єктивних причин виробництво автоматичних гвинтівок було припинено, а гвинтівок і карабінів Мосіна-Нагана — поширено.
Після Другої світової війни у Радянському Союзі виготовлення всіх видів гвинтівок Мосіна-Нагана було припинено, всі гвинтівки було вилучено з ужитку та замінено карабіном СКС та пізніше автоматом Калашникова. Попри явну вже застарілість, системи Мосіна-Нагана продовжували використовуватись у збройних силах багатьох учасників Варшавського договору та деяких інших країнах світу ще кілька десятиліть. Залишки гвинтівок і карабінів було частково перероблено на мисливську зброю та реалізовано населенню.

## Виробництво та експлуатація
Виробництво гвинтівки почалося 1892 на Тульському, Іжевському і Сестрорецькому збройових заводах. Через обмежені виробничі потужності цих заводів замовлення на 500 тисяч гвинтівок було розміщене на французькому збройовому заводі в місті Шательро (Manufacture Nationale d'Armes de Châtelleraut).
Перше бойове випробування гвинтівка Мосіна-Нагана пройшла 1893 р. в зіткненні російського загону на Памірі з афганцями.
Уже в перші роки після прийняття гвинтівки на озброєння, в ході виробництва та експлуатації зброї у вихідну конструкцію почали вносити зміни:
- 1893 запровадили дерев'яну ствольну накладку для захисту рук стрільця від опіку.
- 1896 запровадили новий шомпол, довший і з головкою збільшеного діаметра, що не проходить ствол, що спростило чистку зброї. Ліквідували насічку на боках кришки магазинної коробки, яка при носінні зброї протирала однострої.

Ці удосконалення вносили і в конструкцію раніше випущених гвинтівок.
На початок російсько-японської війни в армію було поставлено приблизно 3 800 000 гвинтівок.
Після прийняття на озброєння 1908 набою із загостреною («наступальною») кулею 1910 на озброєння був прийнятий новий варіант гвинтівки з прицілом системи Коновалова, що відповідав балістиці нового набою.
До моменту вступу Російської імперії в першу світову війну на озброєнні російськоімперської армії було 4 519 700 гвинтівок, у виробництві було три варіанти гвинтівки — драгунська, піхотна і козача. Протягом війни військова промисловість Російської імперії виготовила 3 286 232 трилінійні гвинтівки, відремонтувала і виправила 289 431.
Через катастрофічний брак зброї і проблеми внутрішньої промисловості, російськоімперський уряд почав закуповувати за кордоном гвинтівки кількох іноземних систем, а також замовив у США у компаній Remington 1,5 мільйона та Westinghouse 1,8 мільйона гвинтівок зразка 1891/10 років. Частина з них ніколи не була поставлена Росії — після більшовицького перевороту їх конфіскував уряд США. Сьогодні гвинтівки Мосіна-Нагана американського виробництва — одні з найрідкісніших і становлять найбільшу колекційну цінність, поряд з гвинтівками, виробленими у Франції в місті Шательро.
Багато гвинтівок було захоплено німецькими та австро-угорськими військами.

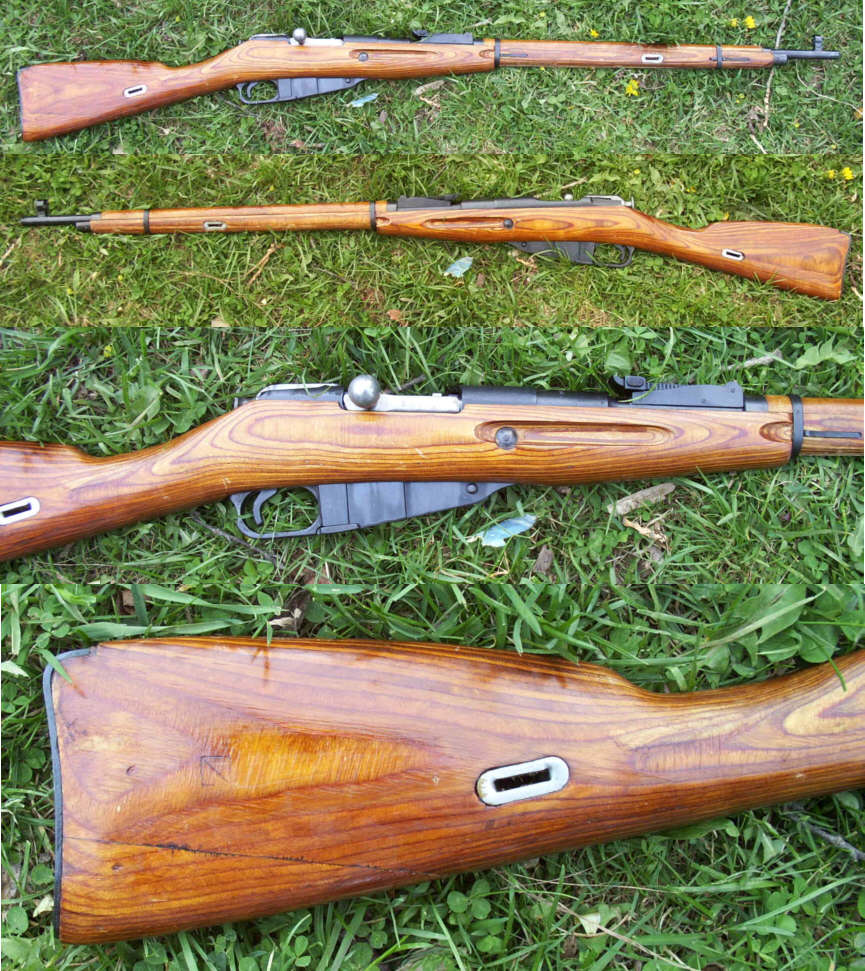
Гвинтівка зразка 1891/30 років.

Протягом громадянської війни в Російській імперії виробляли два типи гвинтівок — драгунську і, в значно менших кількостях — піхотну.
Після закінчення війни, незважаючи на явну старість гвинтівки зразка 1891 року, через важку економічну ситуацію неможливо було створити нову гвинтівку, тому 1924 був створений комітет з модернізації гвинтівки.

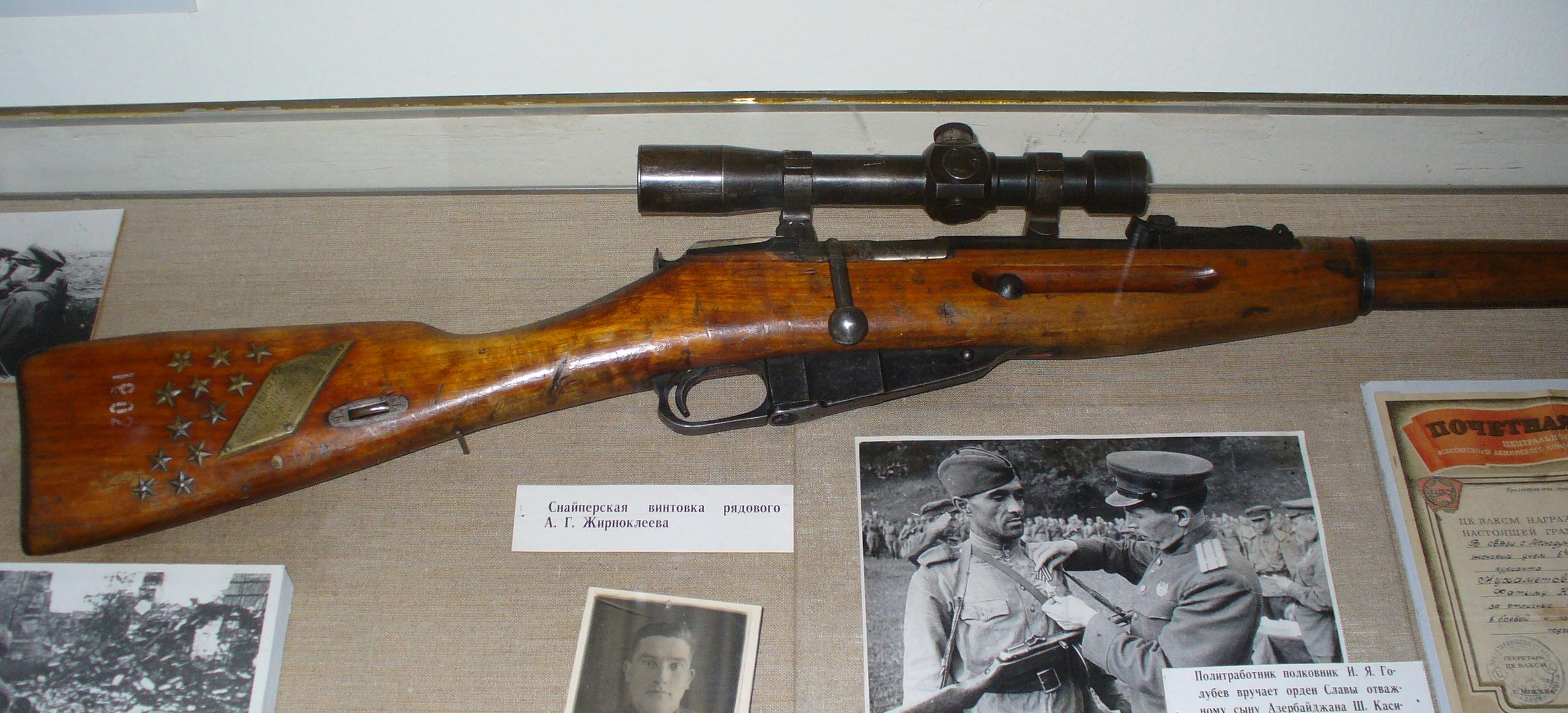
Снайперська модифікація з оптичним прицілом ПЕ і 12 зірочками про перемоги.

В результаті модифікації драгунського варіанту гвинтівки, як коротшої і зручнішої, з'явилася єдина модель — гвинтівка зразка 1891/1930 рр. (Індекс ГРАУ — 56-В-222). Магазинна гвинтівка до того часу вже не була єдиним видом стрілецької зброї піхоти, тому в ті роки ставка була зроблена в першу чергу на створення сучасніших і досконаліших її видів — пістолетів-кулеметів, кулеметів, самозарядних і автоматичних гвинтівок.
В 1920-ті — 1930-ті роки в СРСР гвинтівки Мосіна-Нагана використовували в системі Всевобуч та ОСОАВІАХІМ для навчання стрільбі, широкого поширення набув рух «Ворошиловського стрільця».
1928 в СРСР було розпочато серійний випуск перших зразків оптичних прицілів, спеціально розроблених для установки на гвинтівку зразка 1891 року.
1932 почалося серійне виробництво снайперської гвинтівки зразка 1891/31 рр. (Індекс ГРАУ — 56-В-222А), що вирізнялася поліпшеною якістю обробки каналу ствола, наявністю оптичного прицілу ПЕ, ПБ або ПУ і відігнутою донизу руків'ям затвора. Всього було випущено 108 345 снайперських гвинтівок, їх інтенсивно використовували впродовж Другої світової війни. Вони зарекомендували себе як надійна та ефективна зброя. Нині снайперські гвинтівки Мосіна-Нагана мають колекційну цінність (особливо «іменні» гвинтівки, якими нагороджували найкращих радянських снайперів).
1938 був прийнятий модернізований аналогічно основним зразком карабін зразка 1938, що був модифікаці єю карабіна зразка 1907 року. Він став довшим від свого попередника на 5 мм і був розрахований на ведення прицільного вогню на відстань до 1000 м. Карабін був призначений для різних родів військ, зокрема артилерії, саперних військ, кавалерії, підрозділів зв'язку і службовців матеріально-технічного забезпечення, наприклад водіїв транспорту, яким необхідна легка і проста в поводженні зброя здебільшого для самооборони.
Останнім варіантів гвинтівки став карабін зразка 1944 року, що відрізнявся наявністю незнімного голчастого багнета і спрощеною технологією виготовлення. Одночасно з його впровадженням було припинено виробництво гвинтівки зразка 1891/1930 рр.. Вкорочення піхотної зброї стало настійною вимогою, висунутою досвідом Другої світової війни. Карабін дав змогу підвищити маневреність піхоти та інших родів військ, оскільки з ним стало зручніше вести бій у різних земляних укріпленнях, будівлях, густих заростях тощо, причому бойові якості його як у вогневому, так і в штиковому бою порівняно з гвинтівкою практично не знизились.
Після прийняття на озброєння 1938 досить вдалої самозарядної гвинтівки Токарєва (СВТ), передбачалося, що на початку 1940-х років вона практично повністю витіснить у РСЧА гвинтівку Мосіна-Нагана і стане основною зброєю радянської піхоти, слідом за армією США, що прийняла 1936 на озброєння самозарядну гвинтівку Гаранда. За довоєнним планом було передбачено 1941 випустити 1,8 млн. СВТ, 1942 — 2 млн. Фактично до початку війни було виготовлено понад 1 млн. СВТ, і багато частин і з'єднань першої лінії, переважно в західних військових округах, отримали штатну кількість самозарядних гвинтівок.
Однак плани повного переозброєння Червоної Армії автоматичною зброєю не були виконані у зв'язку з нападом Нацистської Німеччини — з 1941 виробництво СВТ як складнішої у порівнянні з магазинною гвинтівкою і пістолетом-кулеметом було скорочено в рази, і одним з основних видів зброї радянської армії залишалася модернізована гвинтівка зразка 1891 року, хоча і доповнена вельми істотними кількостями (більше половини від загальної кількості стрілецької зброї на кінець війни) самозарядних гвинтівок і пістолетів-кулеметів.
1931 було вироблено 154 000, 1938 — 1 124 664, 1940 — 1 375 822.

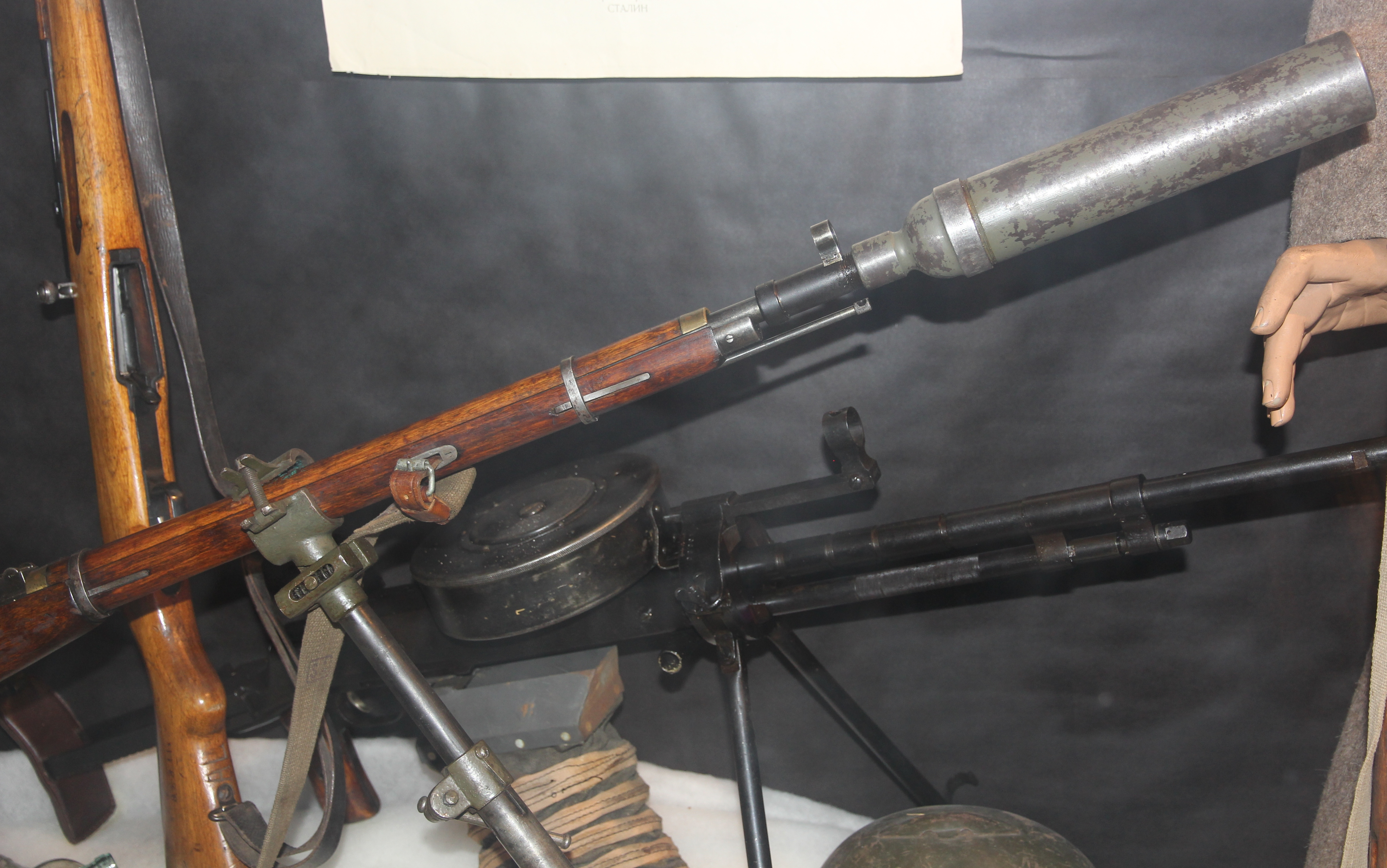
Гранатомет Д'яконова

1943 на окупованій території Білорусі інженер-залізничник Т. Є. Шавгулидзе розробив конструкцію 45-мм рушничного гранатомета, в загальній кількості, в 1943—1944 в майстернях Мінського партизанського з'єднання радянськими партизанами були виготовлені 120 гвинтівкових гранатометів системи Шавгулидзе, які встановлювались на гвинтівки системи Мосіна-Нагана.
Після Другої світової війни СРСР припинив виробництво гвинтівок Мосіна-Нагана, гвинтівки та карабіни поступово знімали з озброєння армії, заміняли карабіном СКС і автоматами Калашникова (хоча певну кількість продовжували використовувати в системі воєнізованої охорони).
Гвинтівки та карабіни Мосіна-Нагана продовжували використовувати в арміях Східної Європи і по всьому світу ще кілька десятиліть. Як зброя піхоти і бійців іррегулярних збройних формувань гвинтівки Мосіна-Нагана використовувалась в багатьох війнах — від Кореї та В'єтнаму до Афганістану і конфліктів на пострадянському просторі.

## Конструкція і принцип дії

### Ствол і ствольна коробка

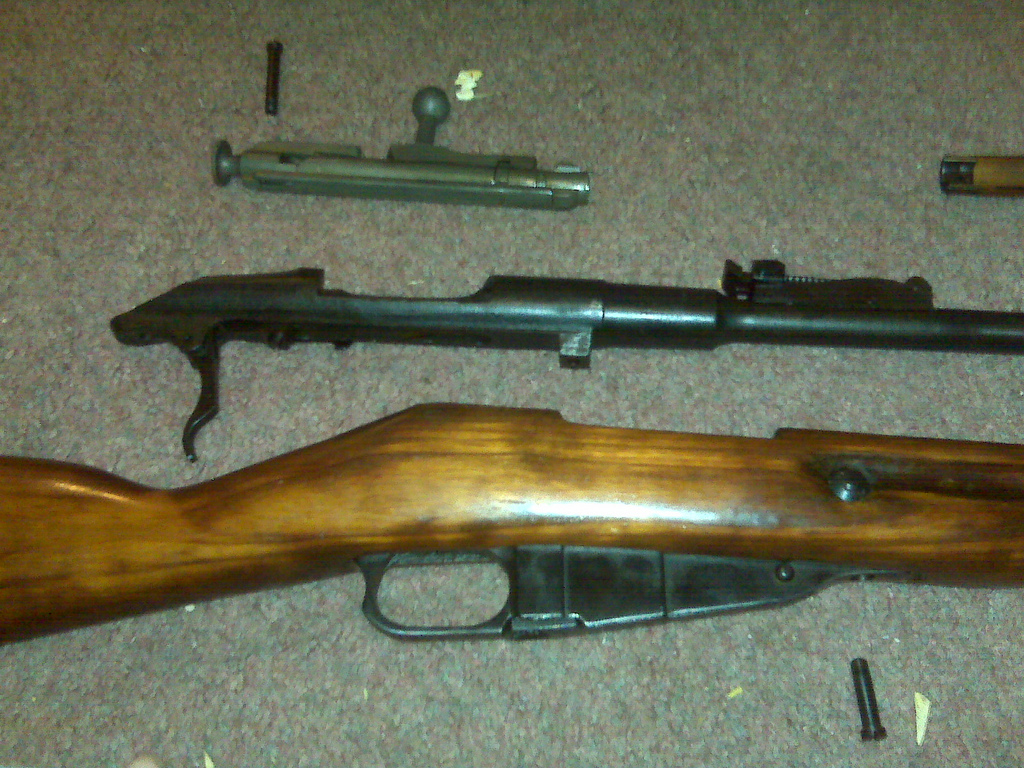

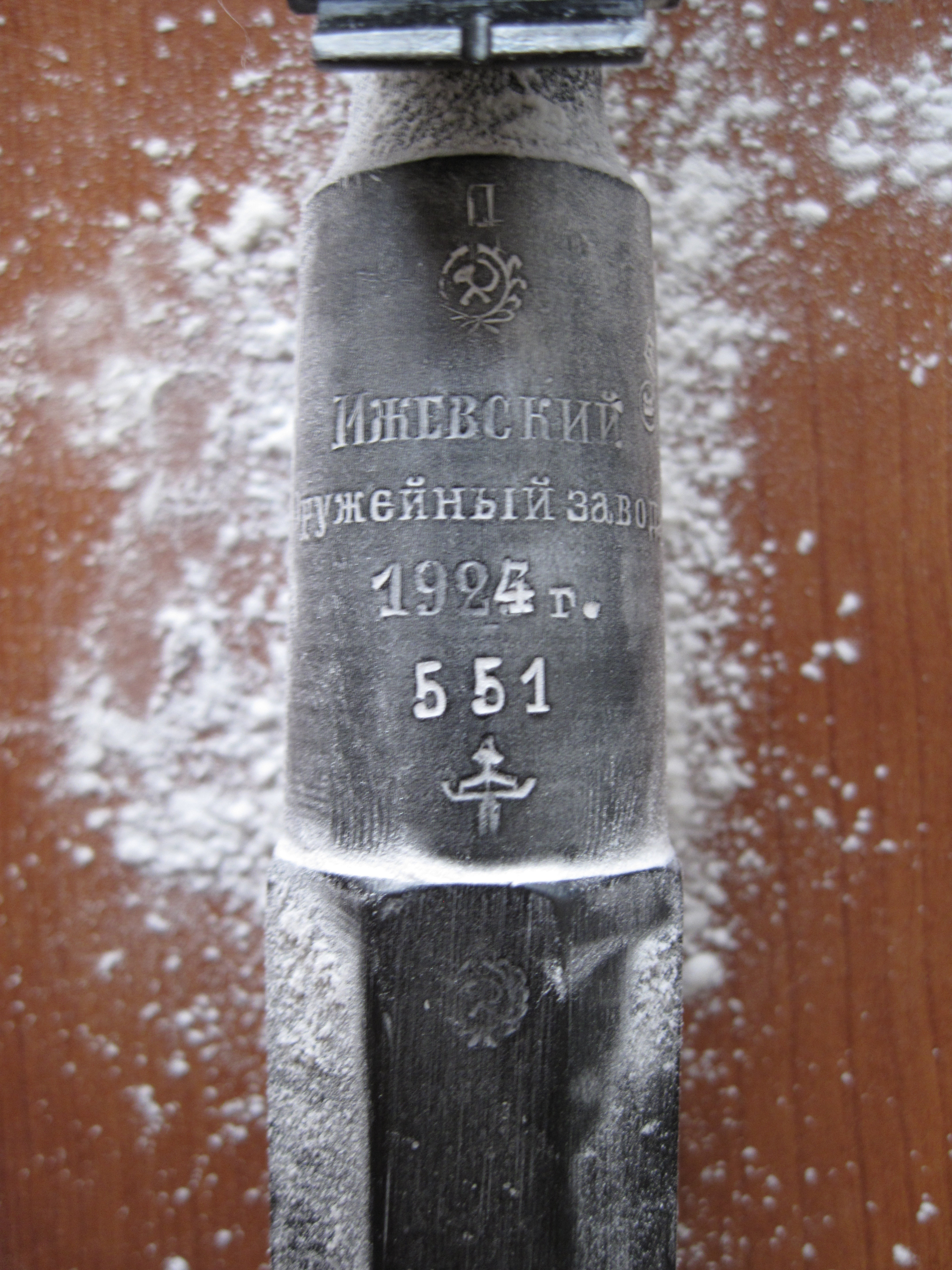
Клеймо на гвинтівці випуску 1924 року з шестигранною ствольною коробкою, Іжевський завод.

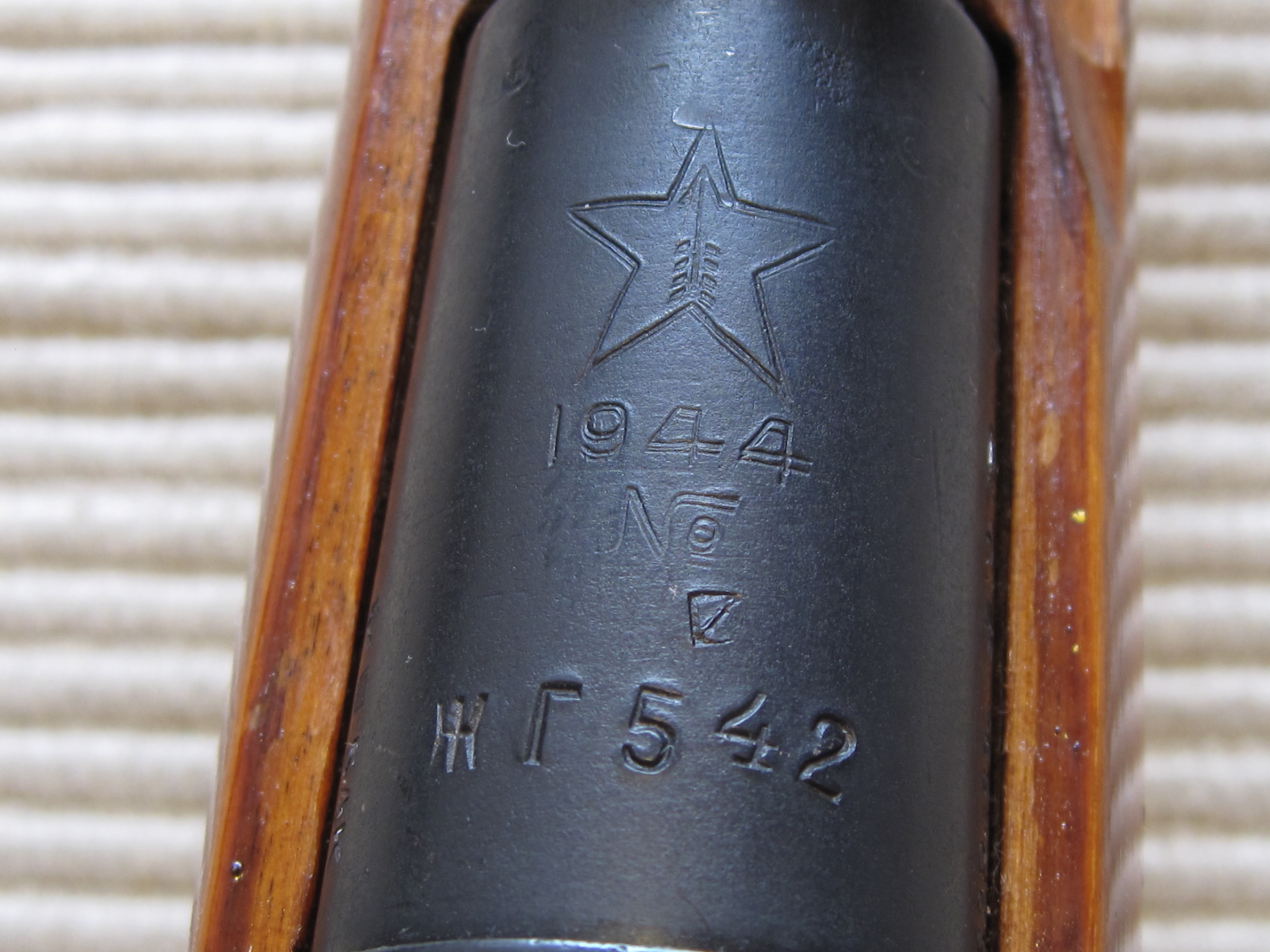
Клеймо на гвинтівці зразка 1891/30 військового випуску, Тульський завод.

Ствол гвинтівки — нарізний (4 нарізи, спрямовані зліва-вгору-направо). У ранніх зразків форма нарізу мала форму трапеції. Згодом форму нарізу змінили на простішу, прямокутну. Калібр ствола, вимірюваний як відстань між протилежними полями нарізів, номінально дорівнює 7,62 мм, або 3 російських лінії (реально, як показують виміри, проведені на великій кількості гвинтівок різних років випуску і різного ступеня схоронності, — 7,62–7,66 мм). Калібр по нарізу дорівнює 7,94–7,96 мм.
У задній частині ствола розташований патронник з гладкими стінками, призначений для розташування набою при пострілі. З нарізною частиною ствола він з'єднаний за допомогою кульового входу. Над патронником розташоване заводське клеймо, що дає змогу ідентифікувати виробника і рік випуску гвинтівки.
Ззаду на пеньок ствола, що має різьбу, наглухо нагвинчена ствольна коробка, в якій знаходиться затвор. До неї, в свою чергу, прикріплені магазинна коробка з механізмом подавання набоїв, відсічка-відбивач і спусковий механізм.

### Магазинна коробка і відсічка-відбивач
Магазинна коробка (магазин) служить для розташування 4 набоїв та механізму подавання. Має щоки, кутник, спускову скобу і кришку, на якій змонтований механізм подавання.
Набої в магазині розташовані в один ряд, так, аби їхні закраїни не заважали подачі, через що магазин має незвичну для сучасної зброї форму.
Відсічка-відбивач керується рухом затвора і служить для відокремлення набоїв, що подаються із магазинної коробки в ствольну, запобігаючи можливій затримці при подачі, спричиненої зачепленням закрайків набоїв один за одного, а також відіграє роль відбивача стріляних гільз. До модернізації 1930 вона являла собою єдину деталь, після — складалась з лопаті з відбивним виступом і пружинної частини.
Відсічка-відбивач вважається однією з ключових деталей конструкції гвинтівки, запроваджених Мосіним, що забезпечує надійність і безвідмовність роботи зброї за будь-яких умов. Разом з тим, саме її наявність була викликана використанням застарілих набоїв з закрайком, що не дуже зручно для подачі з магазина.
Втім, навіть і магазини системи Лі, прийняті до англійських гвинтівок Лі-Метфорд і Лі-Енфілд, також використовували набій з закрайком, не мали відсічки-відбивача, замість якої магазин мав пружинні губки згори і ромбоподібну форму в профіль, завдяки якій патрони розташовувалися в ньому так, що закрайок верхнього набою ставав перед закрайком наступного за ним, і зачеплення їх було виключено (ялиночка). Саме ця схема в подальшому стала загальноприйнятою для магазинів під рантові набої (що мають закрайок).

### Спусковий механізм
Спусковий механізм складається з спускового гачка, спускової пружини, що служить також шепталом, гвинта і шпильки. Спуск гвинтівки — довгий, досить тугий і без «попередження», — тобто, хід спускового гачка не розділений на дві стадії з відмінним зусиллям.

### Затвор

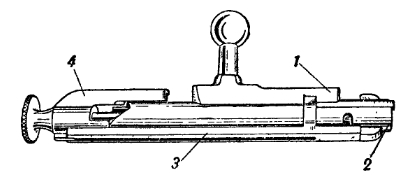
Затвор гвинтівки зразка 1891 року. 1 — стебло, 2 — бойова личинка, 3 — сполучна планка, 4 — курок.

Затвор гвинтівки служить для досилання набою в патронник, замикання каналу ствола в момент пострілу, виконання пострілу, вилучення стріляної гільзи або набою з осічкою з патронника.
Складається з стебла з гребенем і руків'я, бойової личинки, викидача, курка, ударника, бойової пружини і з'єднувальної планки. На снайперській гвинтівці руків'я затвора подовжене і відігнуте донизу для підвищення зручності перезарядження зброї і можливості установки оптичного прицілу.
В затворі знаходяться ударник і кручена циліндрична бойова пружина. Стиснення бойової пружини відбувається при відмиканні затвора поворотом руків'я; при замиканні — бойовий звід ударника спирається на шептало. Можливе зведення ударника вручну при закритому затворі, для цього необхідно відтягнути назад курок (в даному випадку курком називається наконечник, нагвинчений на хвостовик ударника). Для постановки на запобіжник курок потрібно відтягнути назад до кінця й повернути проти годинникової стрілки.

### Ложа, ствольна накладка
Ложа з'єднує частини зброї, вона складається з цівки, шийки і приклада. Ложа гвинтівки Мосіна-Нагана цільна, з березової або горіхової деревини. Шийка ложі пряма, міцніша і придатна для штикового бою, хоча і не так зручна при стрільбі, як напівпістолетні шийки лож багатьох пізніших зразків. З 1894 р введена окрема деталь — ствольна накладка, яка прикриває ствол згори, оберігаючи його від пошкодження, а руки стрільця — від опіків. Приклад драгунської модифікації трохи вужчий, а цівка тонше, ніж у піхотної.
Ложа і ствольна накладка кріпляться до механізмів зброї за допомогою двох гвинтів і двох ложевих кілець з кільцевими пружинами. Ложеві кільця розрізні на основній масі гвинтівок і глухі на драгунській зразка 1891 року.

### Прицільні пристосування

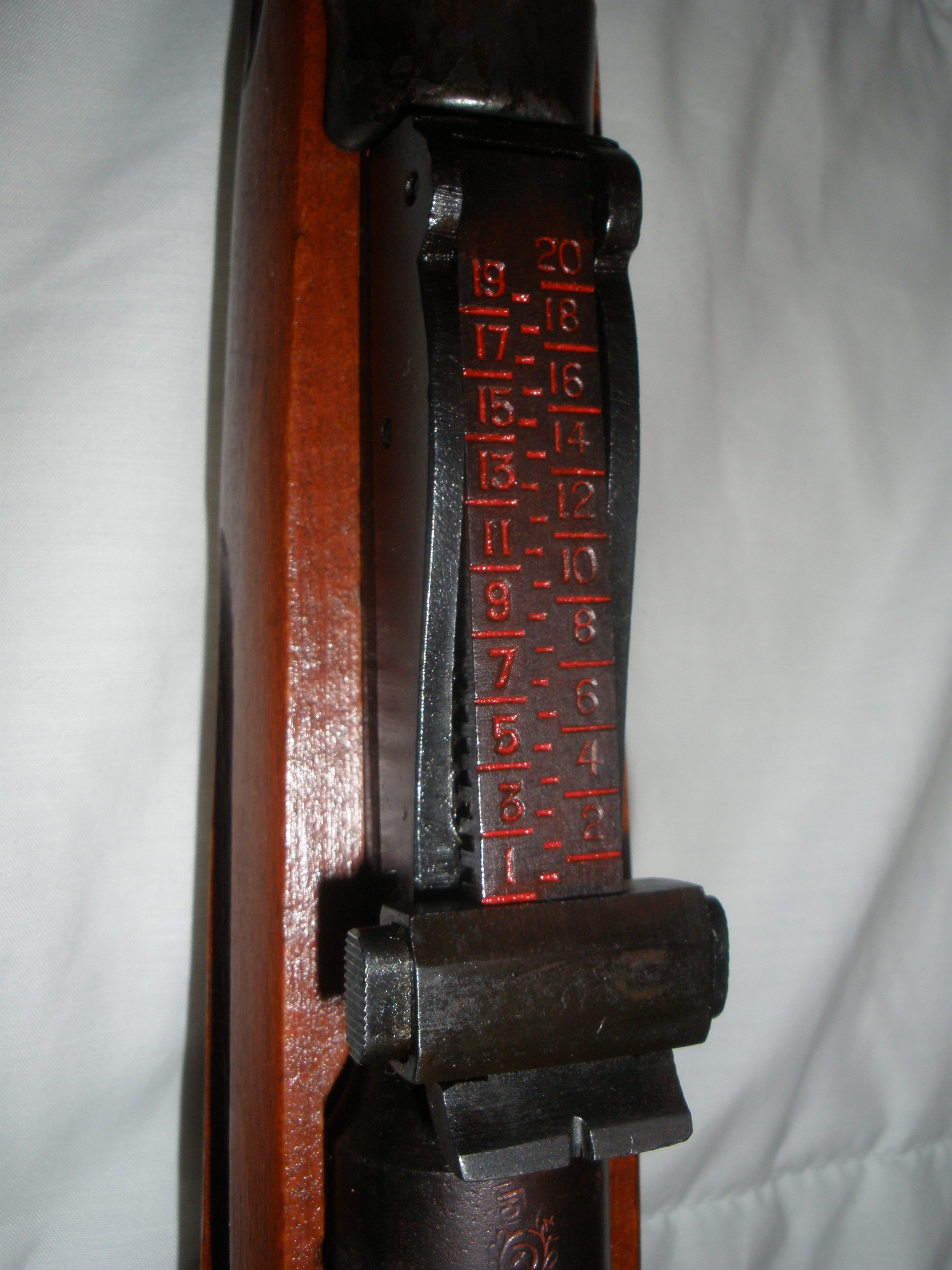
Приціл гвинтівки зразка 1891/30 року

Складалися з прицілу і мушки.
Приціл — сходинковий на гвинтівці зразка 1891 року, секторний на гвинтівці зразка 1891/30 років. Складається з прицільної планки з хомутиком, прицільної колодки і пружини.
На гвинтівці зразка 1891 року приціл мав позначки в сотнях кроків. На прицільній планці знаходилось два цілика: один для стрільби на 400, 600, 800, 1000 і 1200 кроків, а другий, для використання якого необхідно було підняти прицільну планку в вертикальне положення, — на відстані від 1300 до 3200 кроків. Також існувало два варіанти рамкового прицілу: початковий варіант, який використовували до 1910 року та розрахований на важку кулю, і модернізований, з планкою системи Коновалова, розрахованого на легку загострену «наступальну» кулю набою зразка 1908 року. На гвинтівці зразка 1891/30 років приціл розмічений до дистанції в 2000 метрів; єдиний цілик може бути встановлений в будь-яке положення від 50 до 2 000 м з кроком 50 м.
Мушка розташована на стволі поблизу дульного зрізу. Гвинтівки зразку 1891/30 років отримали кільцевий намушник.
У 1932 році почалося серійне виробництво снайперської гвинтівки зразка 1891/31 років (Індекс ГРАУ — 56-В-222А), що вирізнялася поліпшеною якістю обробки каналу ствола, наявністю оптичного прицілу ПЕ, ПБ або ПУ і відігнутої вниз руків'ям затвора.

### Багнет

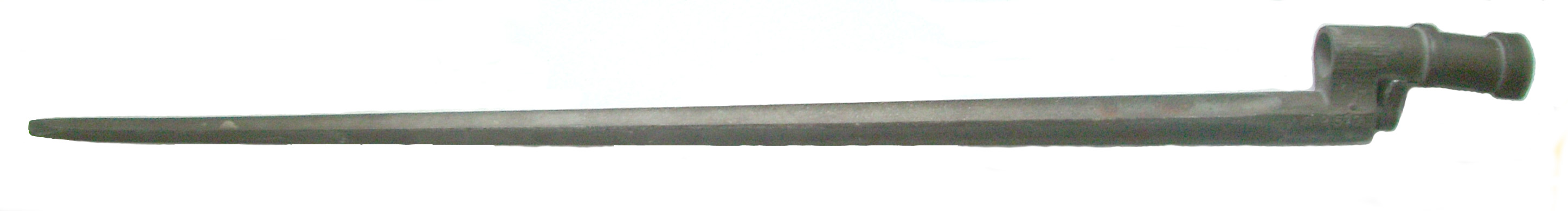
Багнет зразка 1891/30 року

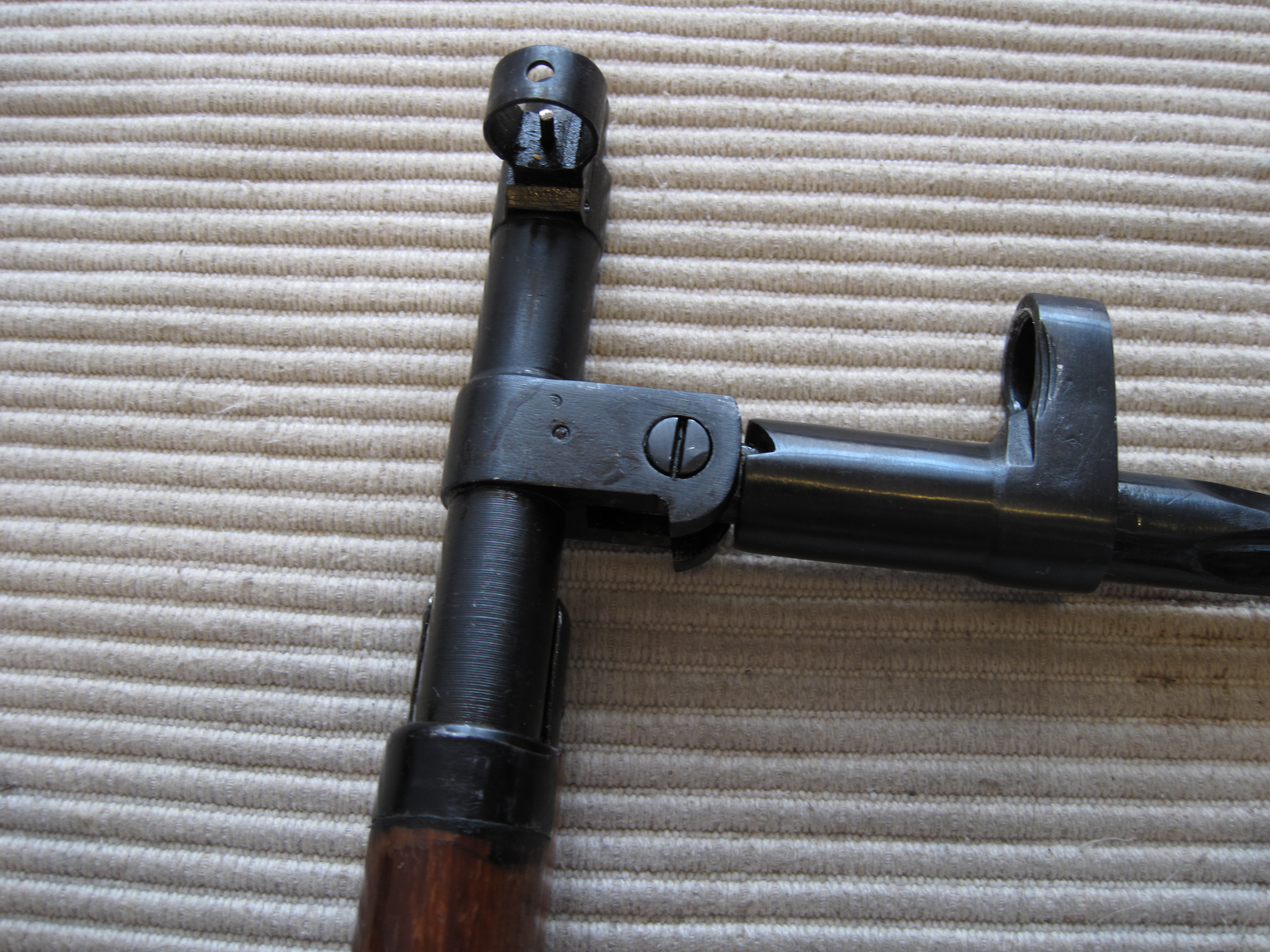
Багнет карабіна 1944

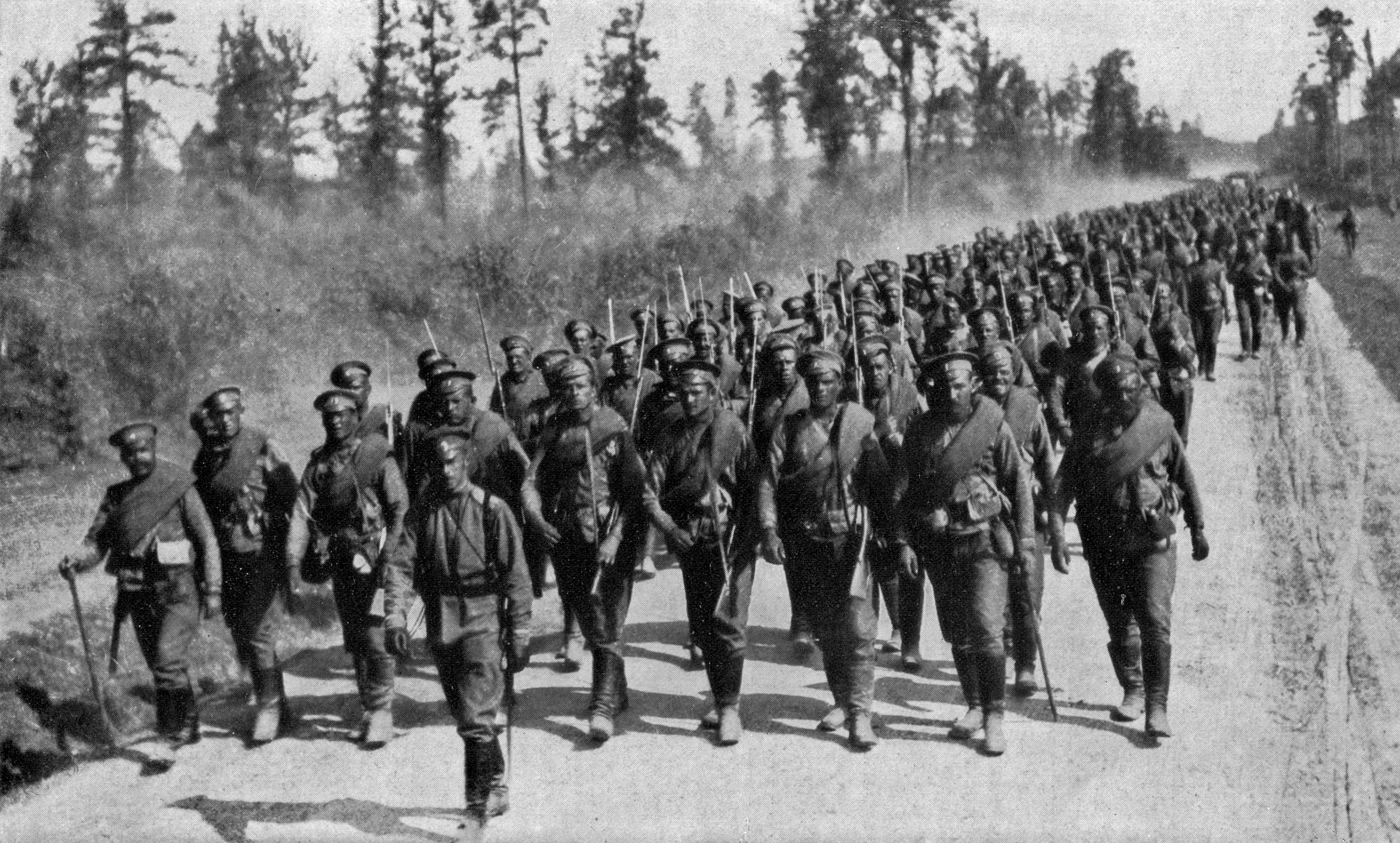
Російська піхота на марші. Видно, що у більшості стрільців багнети примкнуті.

Служить для ураження противника в рукопашному бою. Має чотиригранне лезо з долами, трубку із ступінчастим прорізом і пружинною клямкою, що кріпить багнет до ствола і з'єднує їх шийку.
Гвинтівку приводили до нормального бою з багнетом, тобто, при стрільбі він мав бути долучений, — інакше точка влучень істотно зсувалась, що майже унеможливлювало влучення на порівняно великій відстані без нового приведення до нормального бою. При стрільбі з багнетом на відстані 100 м середня точка влучення (СТП) відхиляється на приведеній до нормального бою без нього гвинтівці вліво на 6-8 см і вниз на 8-10 см, що компенсується новим приведенням до нормального бою.
Взагалі, багнет мав знаходитись на гвинтівці постійно, у тому числі при зберіганні і на марші, за винятком пересування залізничним або автомобільним транспортом, тому було досить практичним те, що його грані не були гостро відточені, як у ножевидних багнетів, оскільки при встановленому способі носіння це могло б створювати суттєві незручності при користуванні зброєю і спричиняти травми при поводженні з ним.
Настановами було наказано знімати багнет, крім вище зазначених випадків, лише при розбиранні гвинтівки для чистки, причому передбачалось, що від постійного знаходження на зброї він може зніматися туго.
Заточений кінчик багнета служить як викрутка при повному розбиранні.
До 1930 року пружинної клямки не було, натомість, багнет кріпився на стволі за допомогою штикового хомутика, форма леза також дещо відрізнялась. Практика показала, що з часом таке з'єднання схильне до розбовтування. У 1930 році спосіб кріплення змінили, проте гвинтівки і надалі пристрілювали з багнетами. Частина модернізованих гвинтівок також мала багнет з намушником (ранній варіант), згодом намушник стали робити на самій гвинтівці.
Карабін зразка 1944 мав незнімний перекидний багнет власного зразка конструкції Сьоміна.
Цікавий факт, — на снайперському варіанті гвинтівки Мосіна-Нагана також був багнет, і посаджений він був дуже туго. Тут він служив дуловим обважнювачем, що істотно зменшує вібрацію ствола при пострілі, що позитивно позначалось на точності бою. Найменше розбовтування кріплення, що не було рідкістю на звичайних гвинтівках в піхоті, навпаки, позначалося на бою гвинтівки негативно.

### Приналежність до гвинтівки
До кожної гвинтівки була додана приналежність, до складу якої входило: протирка, викрутка, дульна накладка для чищення ствола, шомпольна муфта, шпильки, щетинний йоржик, мастильниці з двома відділеннями — для розчину чистки стволів і мастила, а також рушничний ремінь.

### Принцип дії
Для заряджання гвинтівки необхідно:
1. Повернути руків'я затвора вліво;
2. Відвести затвор назад до кінця;

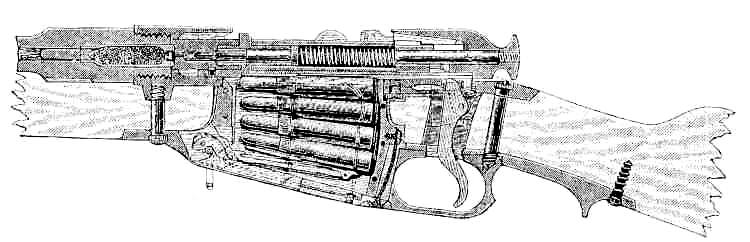
Розріз механізму гвинтівки раннього випуску.

3. Вставити обойму в пази ствольної коробки; втопити набої і викинути обойму;
4. Дослати затвор вперед;
5. Повернути руків'я затвора вправо.

Після цього гвинтівка одразу готова до виконання пострілу, для чого стрільцеві залишається лише натиснути на спусковий гачок. Для виконання наступного пострілу повторити пункти 1, 2, 4 і 5. Чотири набої з обойми подаються в магазин, а верхній залишається в ствольній коробці, відокремлений від решти лопаттю відсічки, і при закриванні затвора досилається в набійник.

### Порядок неповного розбирання
1. Вийняти затвор, для чого, утримуючи спусковий гачок натиснутим, повернути руків'я вліво вгору і тягнути назад до кінця.
2. Зняти багнет.
3. Вигвинтити і вийняти шомпол.
4. Відокремити кришку магазинної коробки.
5. Розібрати затвор[19].

## Купчастість бою і ефективність вогню
Гвинтівки зразка 1891 і 1891/30 років були високоточною зброєю, що дає змогу впевнено вражати поодиноку ціль на відстані до 400 м, снайпером з використанням оптики — до 800 м; групову — на відстані до 800 м.
У таблиці нижче представлені результати стрільби з рядового представника гвинтівки зразка 1891/30 року легкої кулею зразка 1908 року з початковою швидкістю 865 м/с. Серединне відхилення — половина ширини центральної смуги розсіювання, яка вміщає 50 % всіх влучень.
| відстань | по висоті | бічне |
| 100      | З         | 2     |
| 200      | 4         | 4     |
| 300      | 6         | 6     |
| 400      | 8         | 8     |
| 500      | 11        | 10    |
| 600      | 14        | 13    |
| 700      | 17        | 17    |
| 800      | 21        | 20    |
| 900      | 26        | 24    |
| 1000     | 33        | 29    |
| 1100     | 39        | 36    |
| 1200     | 46        | 42    |
| 1300     | 56        | 49    |
| 1400     | 65        | 56    |
| 1500     | 75        | 65    |
| 1600     | 88        | 75    |
| 1700     | 100       | 88    |
| 1800     | 120       | 100   |
| 1900     | 150       | 120   |
| 2000     | 170       | 150   |

У 1946 році учасник Другої світової війни старший сержант Немцев розробив метод швидкісної стрільби з гвинтівки (на полігоні Рязанського піхотного училища він зумів виконати з гвинтівки 53 прицільних пострілів на хвилину з відстані 100 метрів по грудній мішені, вразивши її 52 кулями). Надалі, метод швидкісної стрільби Немцева набув поширення у військах .
Снайперські гвинтівки Мосіна-Нагана довоєнного виробництва відрізнялися дивовижною, за мірками свого часу, якістю бою, багато в чому завдяки стволу з чоком (звуженням каналу від камори до дульного зрізу), з різницею в діаметрах у казенній і дульній частині в 2-3 %. При пострілі з такого ствола куля додатково обтискається, що не дає змоги їй «гуляти» по каналу ствола .

## Переваги і недоліки

### Переваги
- Гарна балістика і висока потужність набою (на рівні .30-06), при тому, що багато аналогів на той момент все ще використовували димний порох;
- Велика живучість ствола і затвора;
- Невибагливість до технології виготовлення і великі допуски;
- Надійність, безвідмовність дії механізмів гвинтівки у будь-яких умовах;
- Проста і надійна конструкція затвора, що складається всього з 7 деталей; він розбирається і збирається швидко і без будь-яких інструментів[24];
- Магазинна коробка добре закрита знизу;
- Міцні ложа і приклад;
- Дешева рамкова обойма;
- Затвор, що легко виймається для чистки;
- Достатня скорострільність гвинтівки;
- Окрема бойова личинка затвора, заміна якої при поломці обходиться набагато дешевше, ніж заміна всього затвора;
- Дешевизна заміни дерев'яних частин.

### Недоліки

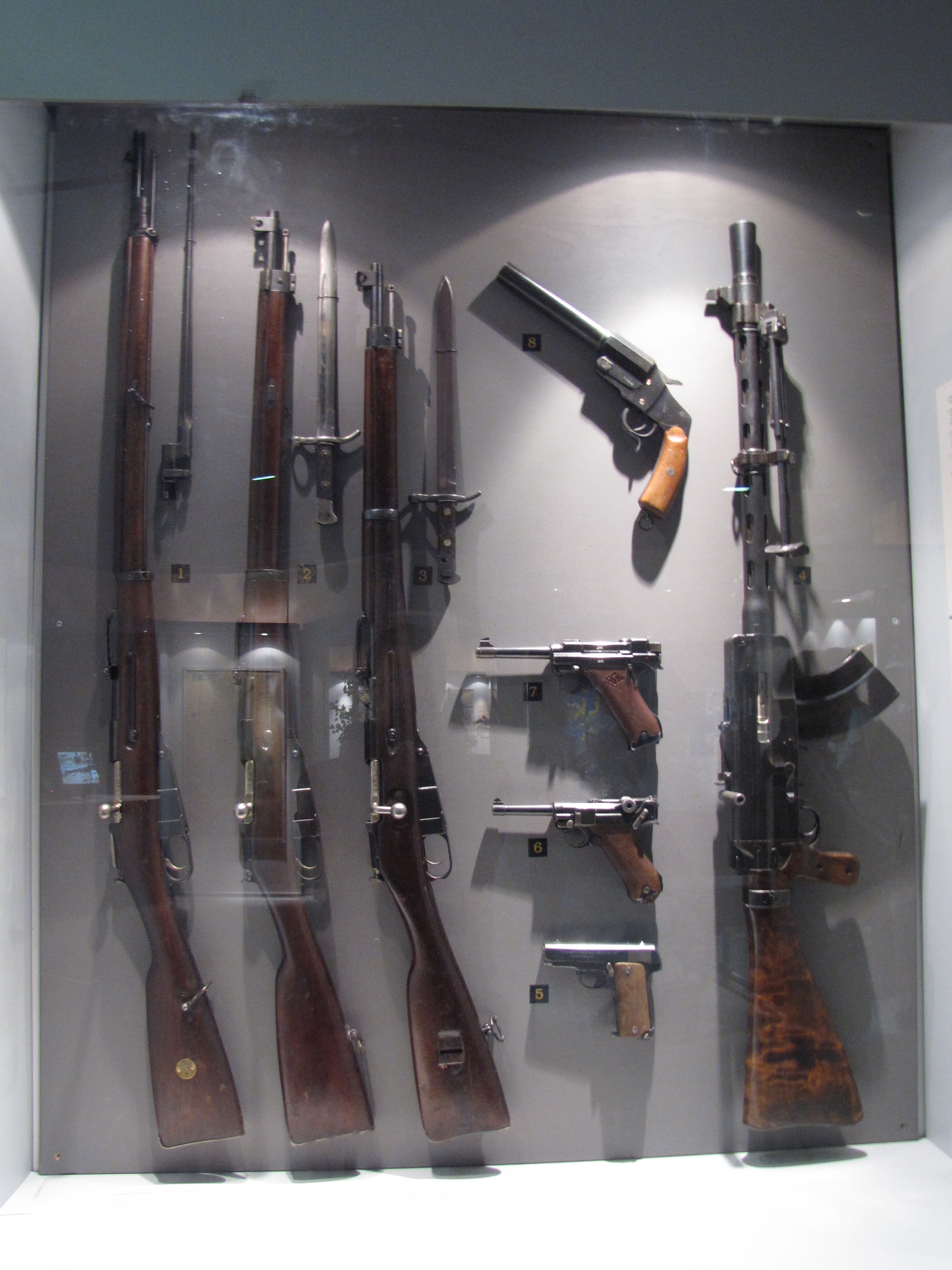
Фінська гвинтівка Мосіна-Нагана (Гвинтівка М/28) — був прийнятий оригінальний кинджальний багнет замість голчастого, гвинтівка пристріляна без нього. Точка кріплення багнета — ложа, а не ствол. Передній приціл — фінський і його мушка прикрита вушками

- Застарілий набій із закрайком, що ускладнює подачу з магазина і вимагає запровадження, по суті зайвої, в іншому випадку, достатньо складної у виготовленні і вразливої до пошкоджень деталі — відсічки-відбивача (згодом в ході модернізації заміненої на дві простіші у виробництві деталі; проте, найдосконаліші системи магазинів забезпечували надійну подачу набоїв з закрайком і без відсічки як окремої деталі, наприклад магазин системи Лі до гвинтівок Лі-Метфорд і Лі-Енфілд з дворядним розташуванням набоїв, що дав змогу збільшити місткість магазина гвинтівки з 5 до 8-10 набоїв);
- Горизонтальне розташування бойових упорів личинки затвора при замиканні, що збільшує розсіювання; гвинтівки з найкращим боєм вже в той час мали вертикальне розташування бойових упорів при замкненому затворі;
- Довгий і важкий спуск без «попередження», який заважає точній стрільбі;
- Рамкова непружинна обойма, яка ускладнює заряджання; вже існували на той момент пружинні пластинчасті обойми, в тому числі і обойма Мосіна, були досконаліші, хоча і дорожче прийнятої обойми Нагана;
- Довгий і вкрай застарілий голчастий багнет з колінчатою шийкою, що кріпиться на стволі, а не на ложі;
- Піхотну і драгунську гвинтівки пристрілювали з багнетом, тобто, при стрільбі він мав знаходитись на гвинтівці, інакше точка влучень істотно зміщувалась, що робило готову до бою зброю громіздкою; багнет з часом розбовтувався, внаслідок чого влучність стрільби з гвинтівки падала; козацьку гвинтівку пристрілювали без багнета, але все одно була надто важкою і в цілому незручною для стрільби з коня і носіння кіннотником; розбовтування багнета усунуто на зразку 1891/30, але багнет раніше повинен був знаходитись на зброї при стрільбі; повністю вирішена ця проблема була лише в карабіні зразка 1944 введенням незнімного перекидного багнета, який при стрільбі також залишався на зброї, але міг складатися, підвищуючи зручність поводження з ним;
- Коротке, не відігнуте донизу руків'я затвора, яка ускладнює його відкриття, особливо коли гільза туго «засіла» в набійнику; сильний винос руків'я вперед через конструкції затвора і його горизонтальне розташування без вигину вниз, що змушувало стрільця віднімати приклад від плеча при перезаряженні, тим знижуючи скорострільність; (За винятком снайперських модифікацій, що мали довше руків'я, відігнуте вниз); передові зразки тих років вже мали сильно винесену назад руків'я, відігнуте донизу, що давало змогу перезаряджати зброю, не віднімаючи приклад від плеча, тим самим підвищуючи скорострільність, — еталонної в цьому відношенні можна вважати руків'я гвинтівки Лі-Метфорд; при цьому, і дослідна гвинтівка Мосіна 1885 року, і гвинтівка Нагана мали винесене назад руків'я затвора, розташоване в спеціальному вирізі, відокремленому від вікна для викиду стріляних гільз перемичкою, що ще й посилювало ствольну коробку; однак при випробуваннях гвинтівки 1885 року з'ясувалось, що при такому розташуванні руків'я часто відбуваються затримки при перезаряджанні, спричинені тим, що довгі рукава солдатської шинелі потрапляли між стеблом затвора і ствольною коробкою[8];
- Пряма шийка приклада, менш зручна при стрільбі, ніж напівпістолетна на новітніх на той момент зразках гвинтівок, хоча і міцніша і зручніша в штиковому бою;
- Запобіжник Мосіна, — дуже простий, але незручний у використанні та з малим ресурсом;
- Деяке відставання від провідних іноземних аналогів в оформленні дрібних деталей і фурнітури, наприклад — застарілі і такі, що швидко розхитуються ложеві кільця, уразливий до ударів приціл, менш зручні, ніж бічні, нижні «піхотні» антабки (з 1910 року замінені на також не найзручніші щілини для проходу ременя, спочатку були на драгунській гвинтівці), незручний упор шомпола, тощо.;
- Низька якість дерев'яних деталей через використання дешевої деревини, особливо в пізніших випусках[25].

## Варіанти

### Стандартні
| Зразок                              | Піхотна гвинтівка зразка 1891 та 1891/10 років | Короткоствольна кавалерійська гвинтівка («драгунка») зразка 1891 та 1891/10 років | Карабін зразка 1907 року | Гвинтівка зразка 1891/30 років         | Карабін зразка 1938 року               | Карабін зразка 1944 року               | Польська гвинтівка зразка 91/98/23 і зразка 91/98/25 |
| Набій                               | 7,62 × 54 мм R                                 | 7,62 × 54 мм R                                                                    | 7,62 × 54 мм R           | 7,62 × 54 мм R                         | 7,62 × 54 мм R                         | 7,62 × 54 мм R                         |                                                      |
| Маса зброї без багнета і набоїв, кг | 3,99/4,30                                      | 3,88/4,19                                                                         | 3,53/—                   | 3,86/4,16                              | 3,49/—                                 | —/4,0                                  | 3,9/?                                                |
| Довжина без багнета/загальна, мм    | 1288/1730                                      | 1212/1655                                                                         | 1015/—                   | 1227/1659                              | 1020/—                                 | 1020/1330                              | 1100/1420                                            |
| Довжина ствола, мм                  | 800                                            | 724                                                                               | 510                      | 730                                    | 508                                    | 508                                    | 600                                                  |
| Місткість магазина                  | 4 + 1                                          | 4 + 1                                                                             | 4 + 1                    | 4 + 1                                  | 4 + 1                                  | 4 + 1                                  | 4 + 1                                                |
| Бойова скорострільність, постріл/хв | 10                                             |                                                                                   |                          |                                        |                                        |                                        |                                                      |
| Початкова швидкість кулі, м/c       | 685 (набій зразка 1891)                        | 660 (набій зразка 1891)                                                           | 620 (набій зразка 1891)  | 870 (набій з легкою кулею зразка 1908) | 816 (набій з легкою кулею зразка 1908) | 816 (набій з легкою кулею зразка 1908) | 845                                                  |

### Україна

#### ВМ МП-УОС

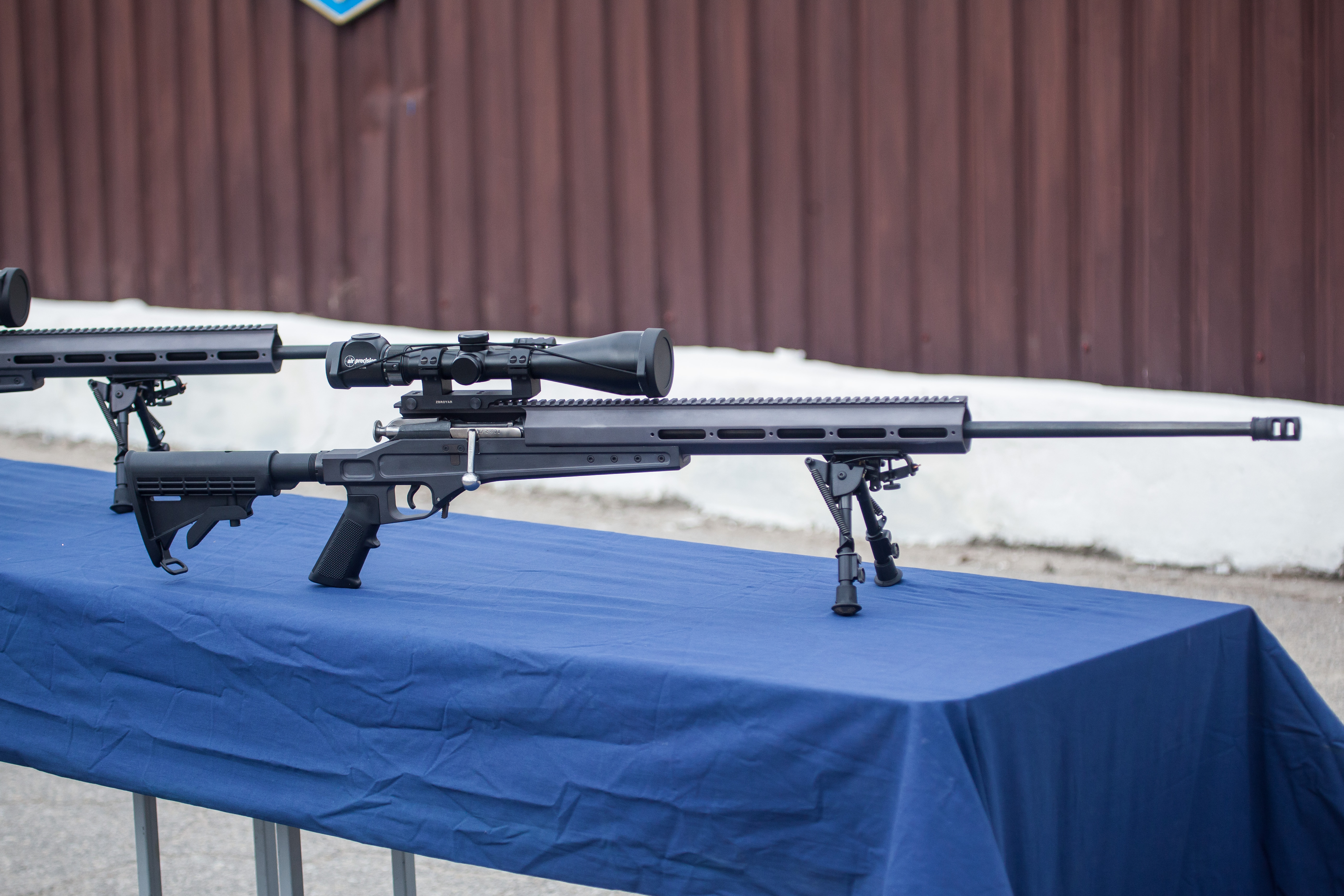

Фахівцями державного підприємства «Укроборонсервіс» була розроблена глибока модернізація «гвинтівки Мосіна-Нагана» зразка 1891/1930 років, що отримала назву МП-ВМ УОС. Демонстрація дослідного зразка була проведена 13 листопада 2015 року.
Нова снайперська гвинтівка розроблена під набій 7,62×54 мм R, має ствол довжиною 730 міліметрів. Скорострільність досягає 20 пострілів на хвилину. Набої подаються з коробчатого магазина на 5 або 10 набоїв. Гвинтівка ВМ МП-УОС оснащена оптичним прицілом і складаними телескопічними сошками Harris SBR. У ході модернізації була збільшена і дальність стрільби і зменшений відбій при стрільбі. Крім цього, за рахунок використання глушника звук пострілу істотно зменшений, тому гвинтівку можна застосовувати приховано.
В підсумку, в конструкцію оригінальної гвинтівки були внесені такі зміни:
- Демонтовані механічні прицільні пристосування.
- Дерев'яна ложа і приклад замінені новою ложею, виготовленої із алюмінієвого сплаву і полімерних матеріалів, пістолетним руків'ям і регульованим прикладом.
- Постійний магазин замінений знімним коробчатим магазином з однорядним розташуванням набоїв.
- На дульній частині ствола зроблена різьба (для установки дульного гальма-компенсатора або глушника звуку пострілу ПЗРЗП М14х1(л)).
- На верхній частині ствольної коробки встановлена універсальна прицільна рейка Пікатіні для кріплення оптичних або нічних прицілів.
- Гвинтівка комплектується глушником звуку пострілу, складаними телескопічними сошками і оптичним прицілом.

Заявлена відстань прямого пострілу для головної фігури (висота 30 см) заявлена 350 м, для грудної фігури (висота 50 см) — 430 м, рухомої фігури (висота 150 см) — 640 м. Прицільна дальність заявлена 1100–1200 м.
18 березня 2016 року секретар РНБО Олександр Турчинов передав експериментальну партію з 10 гвинтівок «Центру підготовки снайперів» Національної гвардії України.

## Бойове застосування

### Російсько-українська війна
Відомо, що під час повномасштабної збройної агресії в окремих випадках російські загарбники видавали гвинтівки Мосіна примусово мобілізованим з окупованих територій. Також ці гвинтівки було помічено серед бійців ПВК «Вагнер» і регулярних російських підрозділів.

## Оператори
- Російська імперія
- Королівство Чорногорія — 24 травня 1898 Чорногорії було поставлено 30 тис. гвинтівок і 12 млн набоїв, 20 липня 1909 на пароплаві «Петербург» було доставлено ще 10 тис. гвинтівок і 17,5 млн набоїв; до початку Першої світової війни гвинтівки знаходились на озброєнні армії[32]
- Ефіопія — в 1912 році для армії було закуплено кілька тисяч гвинтівок[33]
- Болгарія — після створення навесні 1912 року Балканського союзу, протягом 1912 року 50 000 гвинтівок було поставлено болгарській армії[12]; трофейними гвинтівками користувались протягом Першої світової війни, після 9 вересня 1944 року надходили з СРСР[34]
- Монголія — в 1913 році поставлено 10 тис. гвинтівок
- Королівство Сербія — в 1914 році було укладено угоду про постачання 120 тис. гвинтівок і 120 млн набоїв, перша партія з 50 тис. гвинтівок прибула в серпні 1914 року, перед початком Першої світової війни, а всього до 16 серпня 1914 сербська армія отримала 113 тис. гвинтівок і 93 млн набоїв[32][35]
- Австро-Угорщина — трофейними гвинтівками користувались протягом Першої світової війни, 45 тис. шт. були перероблені під штатний 8-мм гвинтівковий набій, рештою користувались у фронтових частинах разом з трофейними набоями[36]
- Німецька імперія — трофейними гвинтівками, через брак вітчизняних гвинтівок в німецькій армії, користувались протягом Першої світової війни, були взяті на озброєння німецького військово-морського флоту[34]
- США — гвинтівками «руського замовлення», не поставленими в Росію до закінчення громадянської війни під найменуванням US Rifle, 7.62 mm, Model of 1916 користувались окремі підрозділи Національної гвардії США і для навчання солдатів стрільбі.
- СРСР — на озброєнні з моменту створення Червоної Армії до закінчення Другої світової війни; після війни значна кількість гвинтівок була передана в ДОСААФ, де ними користувались для навчання стрільбі і на заняттях з початкової військової підготовки[37].
- Естонія — після проголошення незалежності в 1918 році, гвинтівки російської армії використовували для озброєння естонської армії, прикордонної поліції та інших естонських воєнізованих формувань. Після закінчення війни за незалежність, деяка кількість була передана в «Кайтселійт». Гвинтівки залишались на озброєнні до анексії Естонії до складу СРСР в липні 1940 року (надалі, були передані на озброєння частин 22-го корпусу РККА).
- Польща — перебувала на озброєнні в 1920-ті роки, в 1920ті-1930ті випускали модифікації wz. 91/98/23, wz. 91/98/25 і wz. 91/98/26 під набій 7,92 × 57 мм Маузер, в 1941—1942 рр. перебували на озброєнні «армії Андерса»[38]
- Фінляндія — гвинтівки були на озброєнні фінської армії з початку створення, в 1920-ті мали місце поставки з Німеччини; перебували на озброєнні щонайменше до кінця Другої Світової війни, випускалися модернізовані варіанти M/24, M/27, М/28, M/28-30, M/39[39]
- Монгольська Народна Республіка
- Друга Іспанська республіка[40]
- КНР — застосовували протягом громадянської війни в Китаї, карабін зразка 1944 року випускали під найменуванням «тип 53»[38]
- Третій Рейх — трофейні гвинтівки надходили на озброєння допоміжних та охоронно-поліцейських формувань. Гвинтівки зразка 1891 року надходили на озброєння під найменуванням Gewehr 252 (r), а гвинтівки зразка 1891/30 років — під найменуванням Gewehr 254 (r)[41]; з осені 1944 року гвинтівки надходили на озброєння загонів фольксштурму
- Чехословаччина — на озброєнні 1-го Чехословацького армійського корпусу, а потім і інших підрозділів армії Чехословаччини
- Польська Народна Республіка — з 1943 року на озброєнні 1-ї польської піхотної дивізії, а згодом й інших підрозділів Війська Польського; крім того, після закінчення війни карабін зразка 1944 року невеликими партіями випускався на збройовому заводі в місті Радом під найменуванням wz. 44[42]
- Соціалістична Федеративна Республіка Югославія — в 1944 році поставлялись НВАЮ[38]
- Угорська Народна Республіка — гвинтівка знаходилася на озброєнні під найменуванням 48 M. puska; крім того, карабін зразка 1944 року невеликими партіями випускали в 1952—1955 рр. на Будапештському арсеналі[42]
- Німецька Демократична Республіка
- В'єтнам
- Північна Корея[38]
- Білорусь — гвинтівка знята з озброєння в грудні 2005 року[43]
- Казахстан — гвинтівки та карабіни зразка 38/44 років знаходяться на озброєнні відомчої охорони[44], а також окремих категорій працівників системи виробничого об'єднання мисливсько-промислових і зоологічних підприємств (ВО «Охотзоопром») держконцерну «Казместпром»[45]
- Росія — карабіни знаходяться на озброєнні відомчої охорони[46], воєнізованих і сторожових підрозділів позавідомчої охорони МВС РФ[47] і ФГУП „Охорона“ МВС РФ[48]. Ними також оснащували бійців ПВК «Вагнер», мобілізованих «ЛНР»/«ДНР»[49]
- Україна — відомо про зберігання близько 180 тисяч гвинтівок зразка 1891 й 1930 років та 2500 карабінів зразка 1944[50]. Карабіни знаходяться на озброєнні державної служби охорони[51]

## Цивільні варіанти
В СРСР випускали конверсійні карабіни КО-8,2 (на базі гвинтівки Мосіна-Нагана), КО-38 (на базі карабіна зр. 1938 року) і КО-44 (на базі карабіна зр. 1944 року).
В Росії на Тульському збройовому заводі тривав випуск конверсійних карабінів зр. 1944 року КО-44 і КО-44-1, також було розпочато випуск конверсійних варіантів гвинтівки зр. 1891/30 рр. — КО-91/30 (Вятсько-Полянський машинобудівний завод «Молот») і МР-143 (Іжевський механічний завод). Конверсійні варіанти гвинтівки зр. 1891/30 рр. практично не відрізняються від оригінальної армійської гвинтівки — всі відмінності зводяться до встановленого в каналі ствола для відповідності криміналістичним вимогам штифту для встановлення слідів на кулі і криміналістичної міткою в набійнику, а також відсутності багнета.
Крім того, в 2005 році був початий випуск конверсійного карабіна ВПО-103 під набій 9×53 мм R.
В останні десятиліття гвинтівки Мосіна-Нагана зі складів збройних сил завдяки співвідношенню ціни і характеристик вибороли помітну поширеність на ринку цивільної зброї багатьох країн світу, в тому числі Росії та США.
За даними найбільшого американського збройового інтернет-магазину Bud's Gun Shop, гвинтівка Мосіна-Нагана зайняла в 2012 році перше місце з продажу серед усіх видів стрілецької зброї, дозволеної до продажу населенню США. У списку з 20 лідерів продажів, гвинтівка зразка 1891/30 посідає третє місце серед найстаріших прийнятих на озброєння в світі. Більший вік прийняття на озброєння мають тільки два види «поліцейської» моделі револьвера Сміт-Вессон (11 і 19 рядки в списку популярності). Вартість гвинтівок і карабінів зразка 1891/30 становить близько $ 100. Постачається з колишніх мобілізаційних запасів СРСР. Набір включає багнет, ремінь, патронташ і приналежність.

### «Фроловка»
Так називають гладкоствольні рушниці, перероблені зі старих гвинтівок Мосіна-Нагана, що випускались у міжвоєнні й повоєнні роки, зазвичай 32-го калібру. В свій час дозволили швидко та економно дати мисливцям-промисловикам надійну зброю з прийнятними якостями. Слово «фроловка» (походить від прізвища Петра Фролова, який розробив цю конструкцію) стало в російській мові загальним неофіційним позначенням всіх гладкоствольних рушниць, перероблених з гвинтівок військового зразка. Нині «фроловки» представляють певний колекційний інтерес.

### Спортивні модифікації

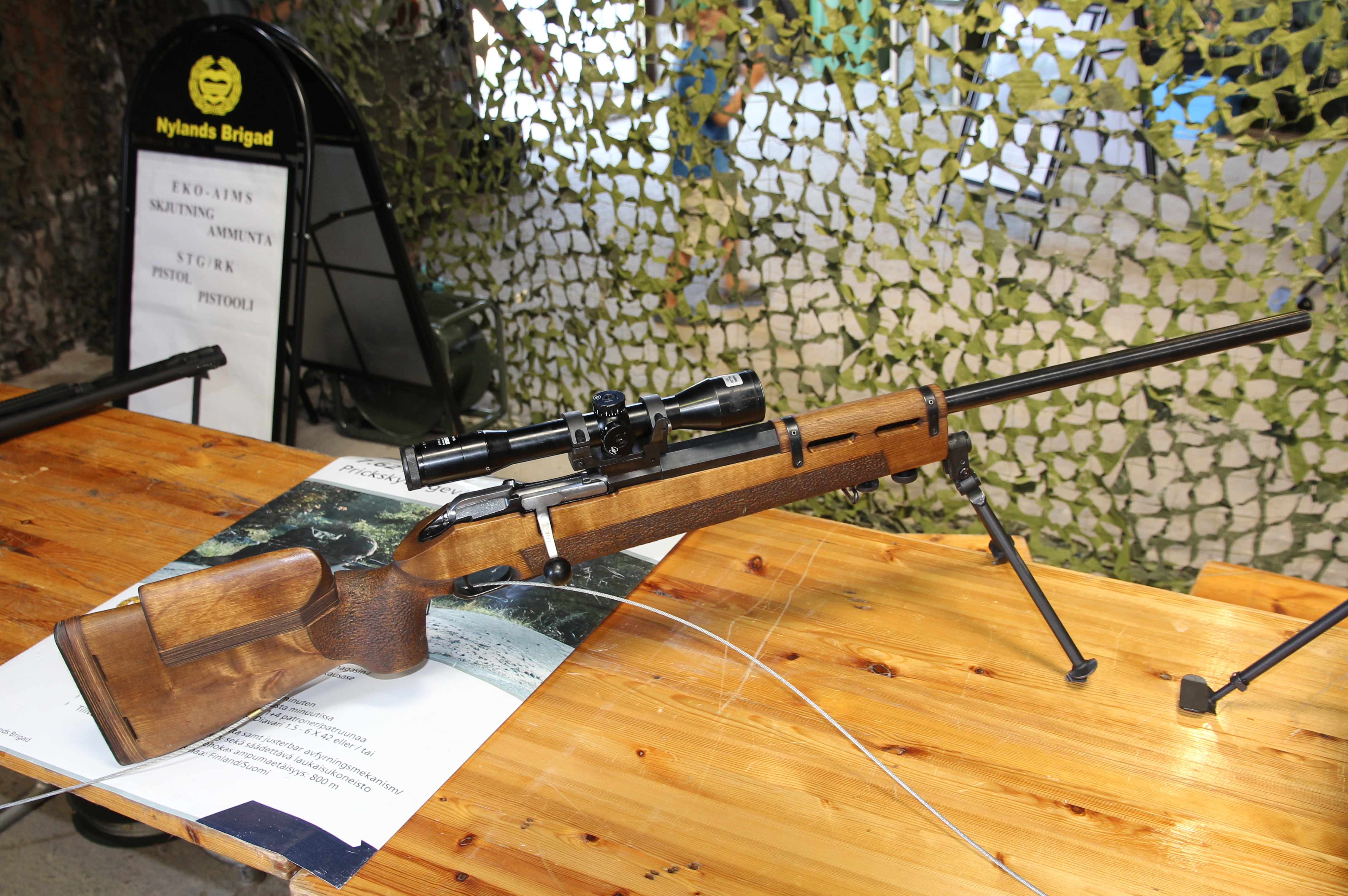
Tkiv 85

Після війни в СРСР на базі конструкції затвора і ствольної коробки «трьохлінійки» були створені кілька варіантів спортивних гвинтівок для цільової стрільби:
- Бі-59 — розроблена в 1959 році, конструктор А. С. Шестериков.
- Бі-7,62 — випускалась серійно з 1961 по 1970 рік, всього було виготовлено 1700 шт. У 1963 р гвинтівка була удостоєна золотої медалі на міжнародній виставці в Лейпцигу.
- Бі-6,5 — випускалась з 1964 по 1970 рік, розроблена у зв'язку з тим, що з 1963 р біатлоністи перейшли на використання 6,5-мм набоїв.
- цільова гвинтівка АВ (Армійська Гвинтівка) — мала важчий ствол особливо точної обробки завдовжки 720 мм, зручнішу відігнуту донизу руків'я затвора, діоптричний приціл і кріплення для оптичного, зручнішу ложу. АВ мала купчастість бою порядку 3×2 см на відстані 100 м цільовим набоєм, що в теорії цілком давало змогу використовувати її і як «поліцейську» снайперську гвинтівку (за технічними умовами; реальна купчастість бою багатьох зразків була істотно кращою, сучасні відстріли показують купчастість порядку 0,5 МОА набоєм «Екстра» з 5-ти пострілів з сошок на 200 м). Після зняття в кінці 1970-х років відповідної дисципліни з програми Олімпійських ігор, нечисленні екземпляри гвинтівки АВ були в основному знищені[59], хоча відомий щонайменше один вцілілий зразок, хоча й істотно перероблений. У вересні 1999 року снайперська пара СБУ виступала на змаганнях снайперів з модифікованою гвинтівкою АВ[60]. Щонайменше один зразок гвинтівки АВ знаходиться в зброярні СДЮСТШ «РОСТО», місто Ульяновськ.
- КО91/30мс — спортивна модифікація гвинтівки з матчевим стволом, розроблена і виробляється з 2003 року в штучному виконанні Вятсько-Полянським заводом «Молот»[61].

## Гвинтівки Мосіна-Нагана у масовій культурі
Гвинтівки Мосіна-Нагана присутні у багатьох фільмах, серіалах та відеоіграх, події яких розгортаються у Другу світову війну, як зброя радянських солдатів.

### У кінематографі
- Стомлені Сонцем 2: Передстояння
- Стомлені Сонцем 2: Цитадель
- Снайпер: Зброя відплати
- Сталінград
- Кіборги — використовує снайпер ДНР.

### У відеоіграх
- Red Orchestra: Ostfront 41-45
- Red Orchestra 2: Heroes of Stalingrad
- Серія Sniper Elite
- Payday 2 — гвинтівка зразка 1907 року; шляхом встановлення короткого ствола перетворюється на карабін зразка 1938 року, довгого — гвинтівку зразка 1930 року. У грі називається Nagant (Наган). Гвинтівка доступна для гравців, які купили DLC Gage Historical Pack або Payday 2: Ultimate Edition в Steam.
- Company of Heroes 2 — зображена головною зброєю радянської піхоти.